# 訃報 2019年12月
訃報 2019年12月（ふほう 2019ねん12がつ）では、2019年12月に物故した、又は物故が報じられた人物についてまとめる。

## (1日 - 15日)

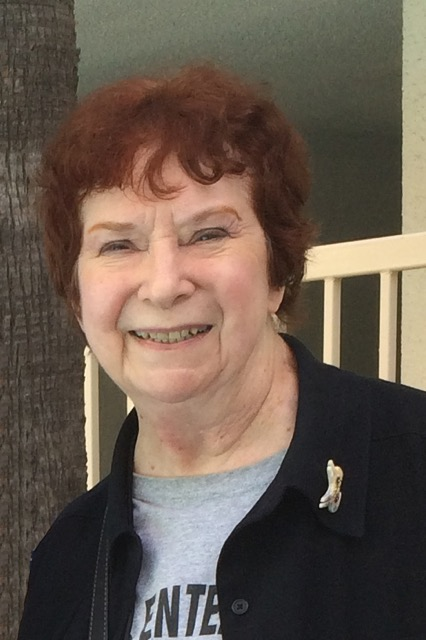
ドロシー・フォンタナ／12月2日没

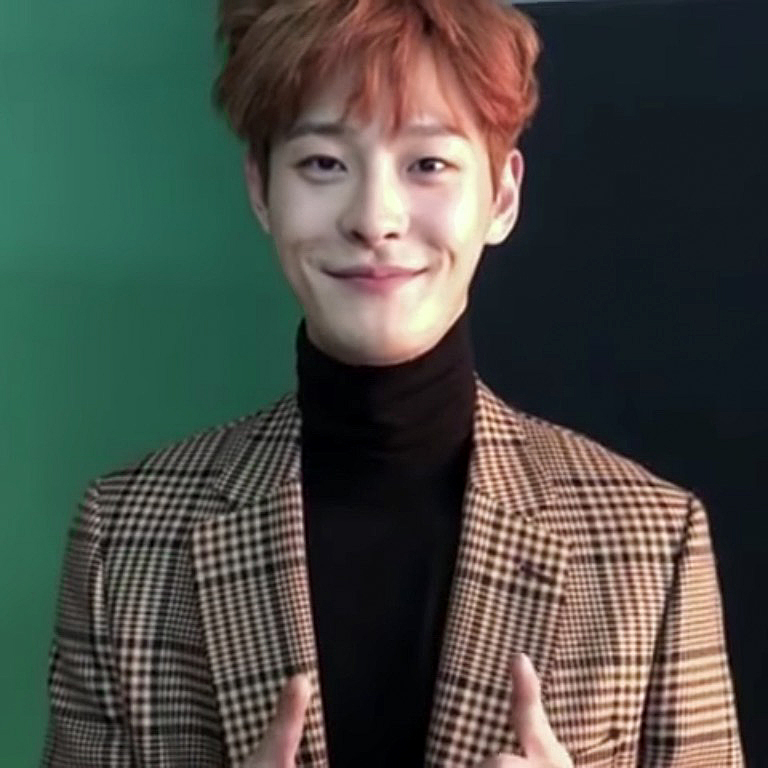
チャ・インハ／12月3日没

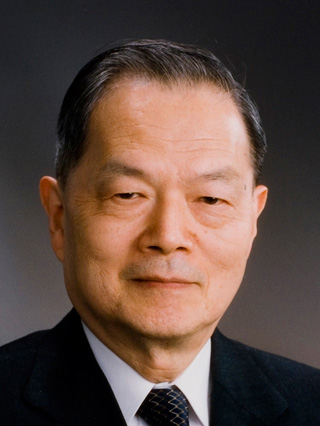
速水融／12月4日没

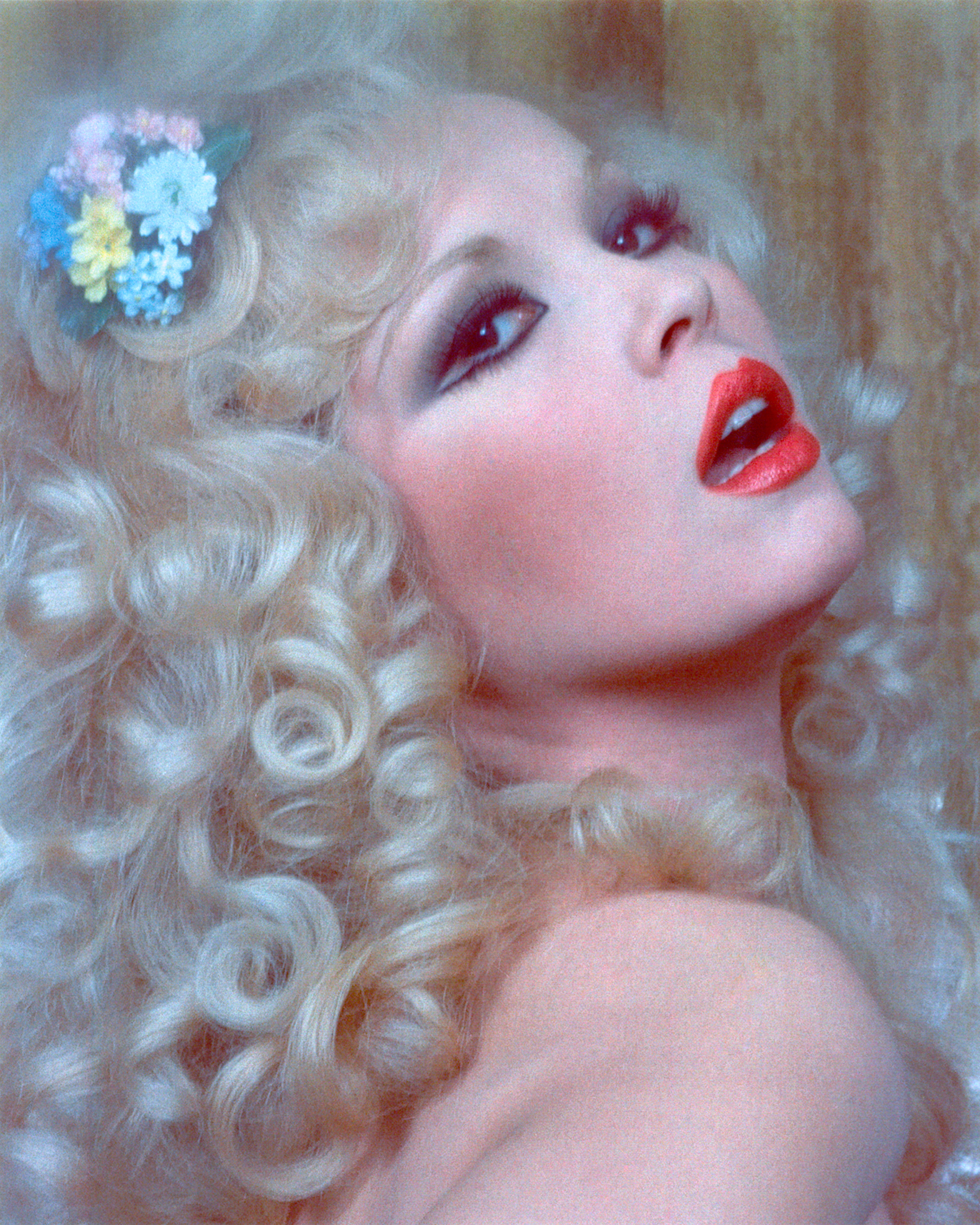
ロサ・モレナ／12月4日没

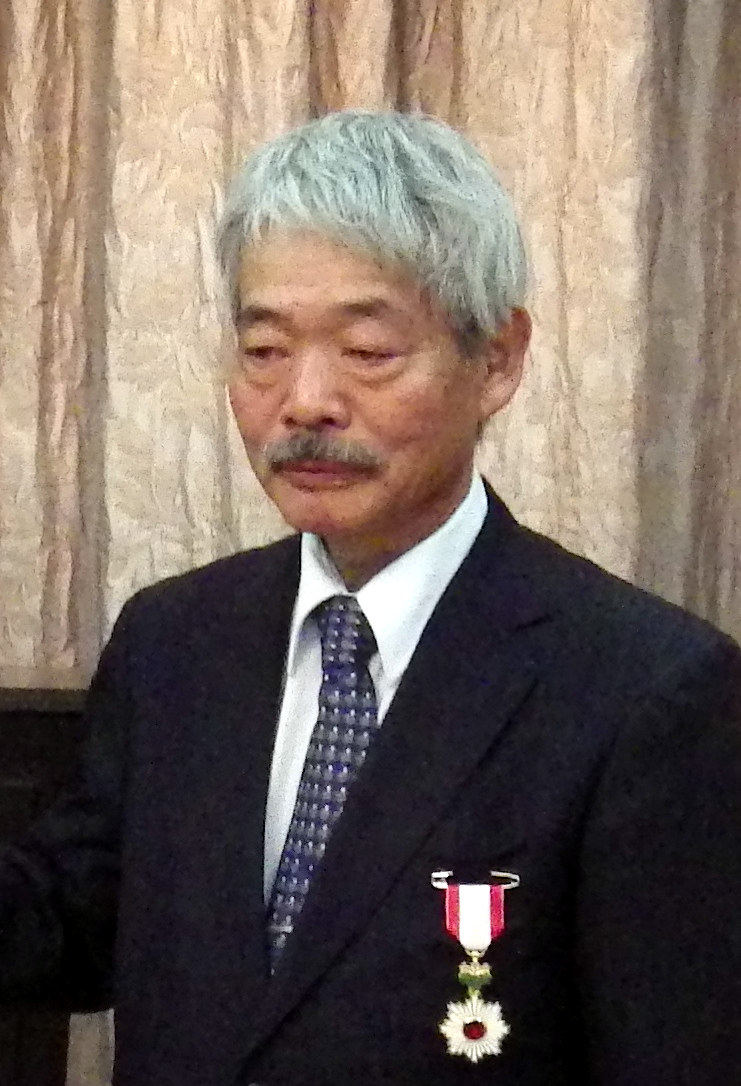
中村哲／12月4日没

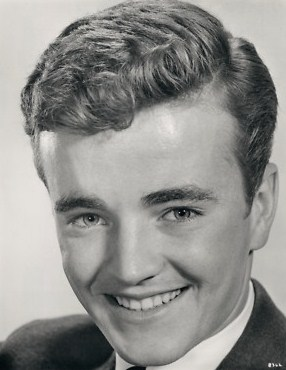
ロバート・ウォーカー・Jr／12月5日没

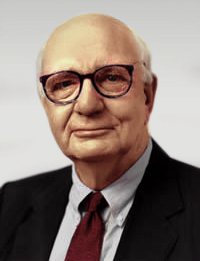
ポール・ボルカー／12月8日没

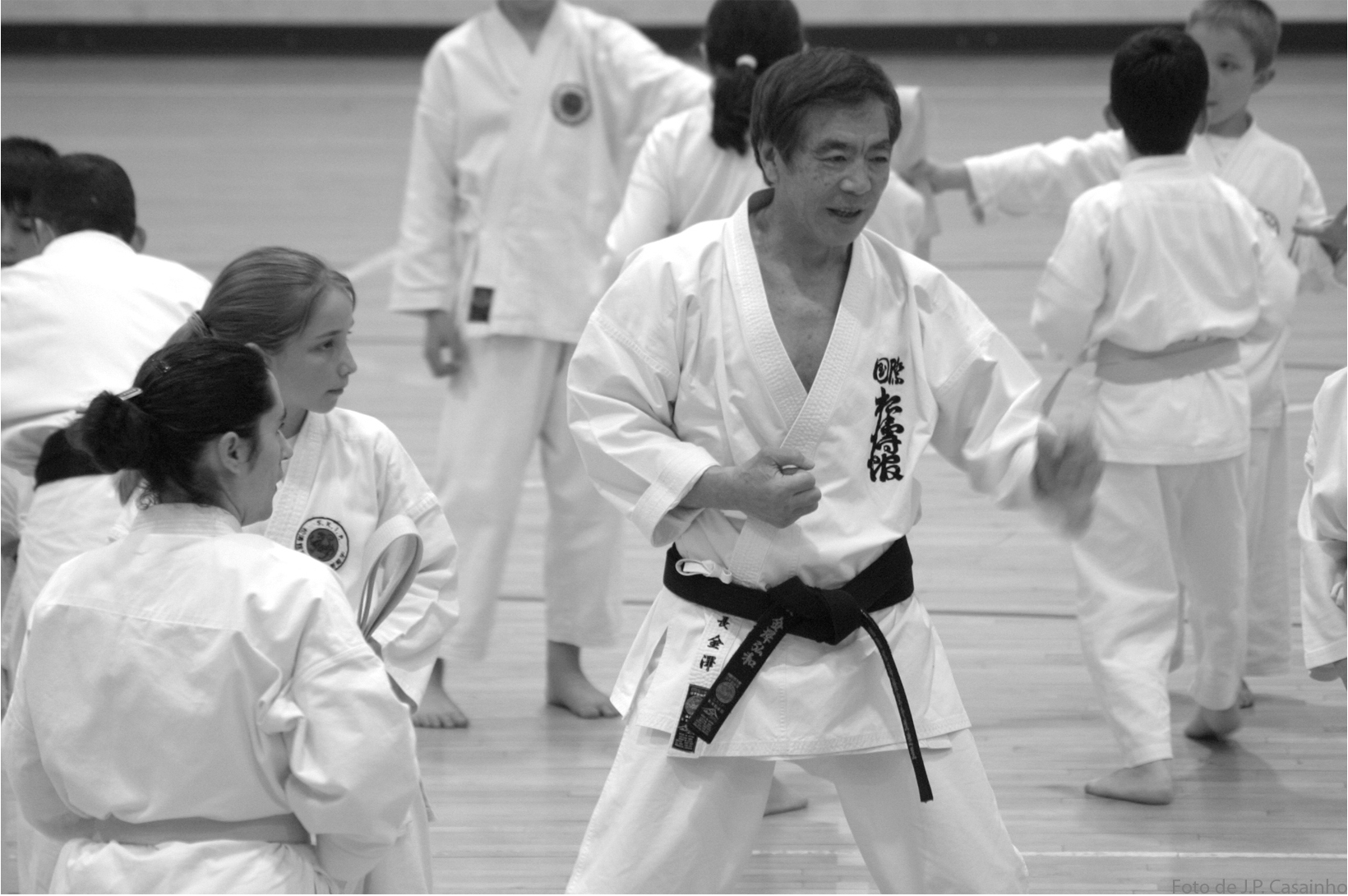
金澤弘和／12月8日没

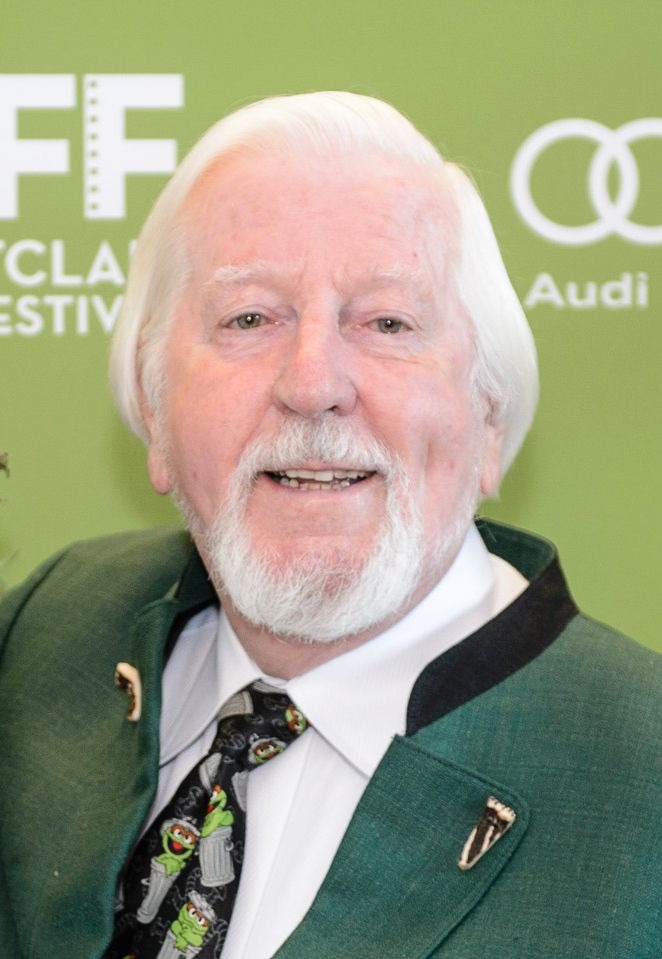
キャロル・スピニー／12月8日没

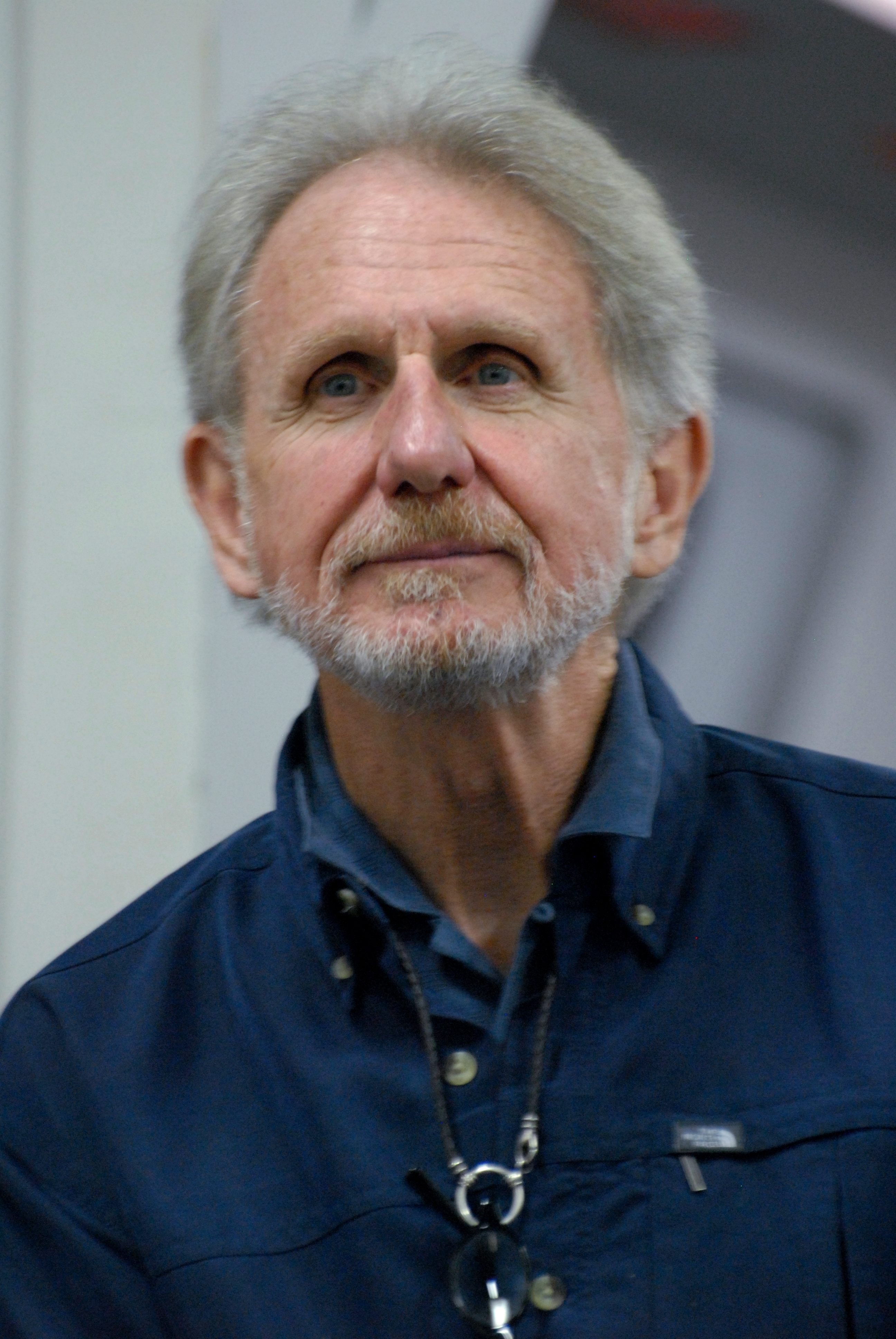
ルネ・オーベルジョノワ／12月8日没

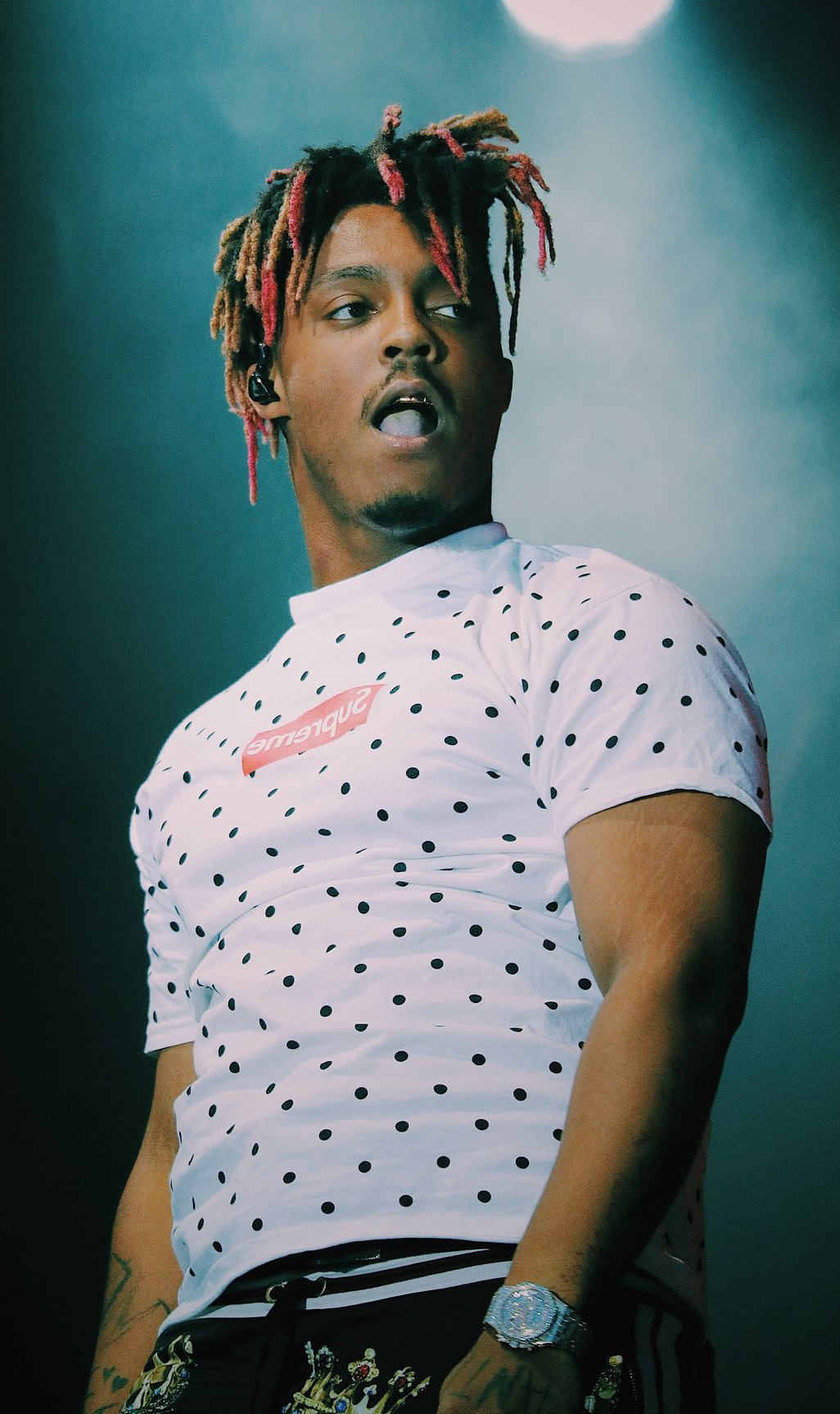
ジュース・ワールド／12月8日没

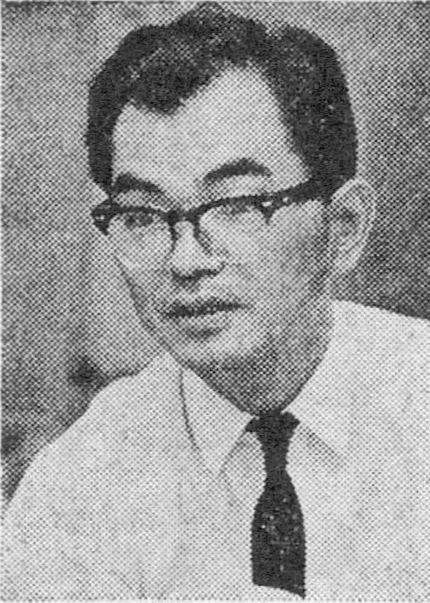
石橋政嗣／12月9日没

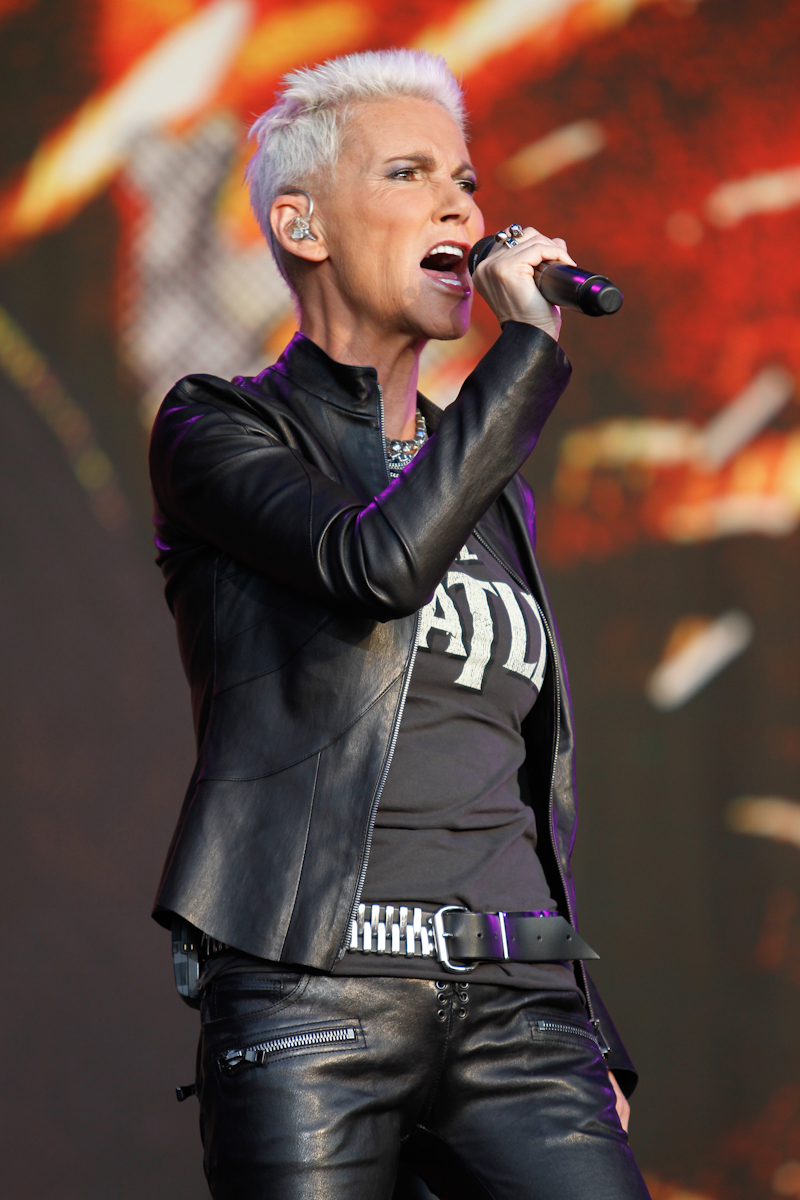
マリー・フレデリクソン／12月9日没

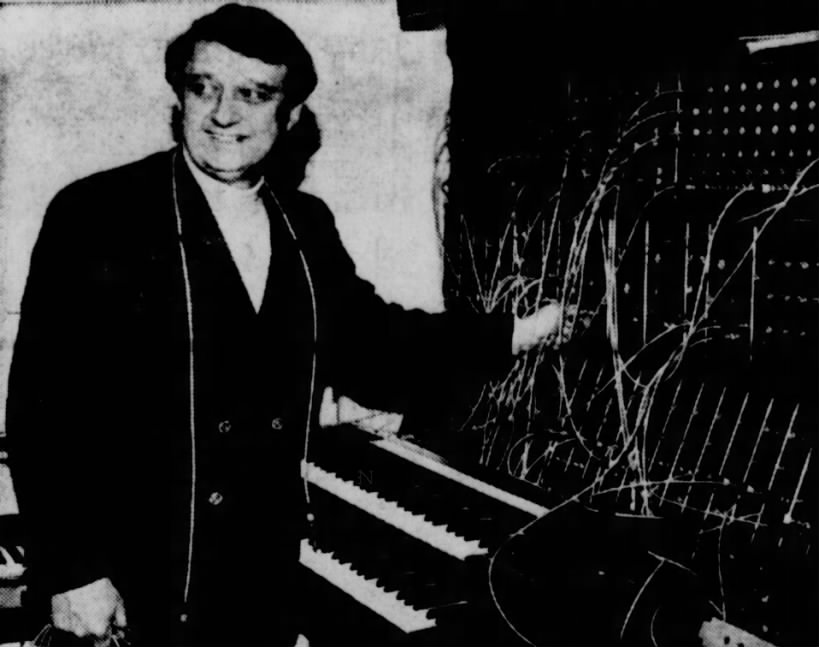
ガーション・キングスレイ／12月10日没

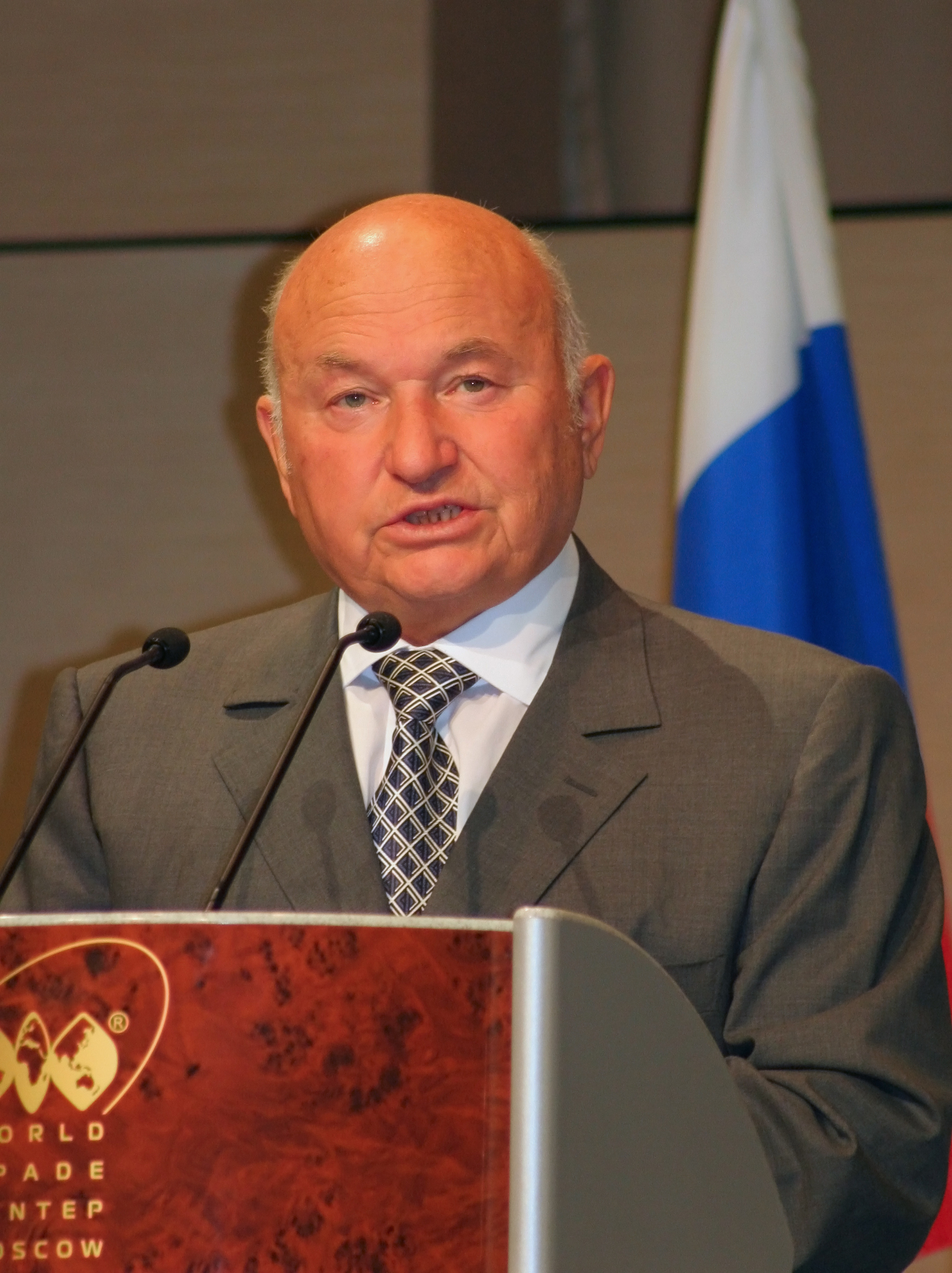
ユーリ・ルシコフ／12月10日没

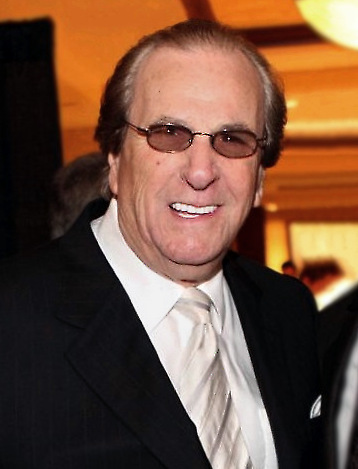
ダニー・アイエロ／12月12日没

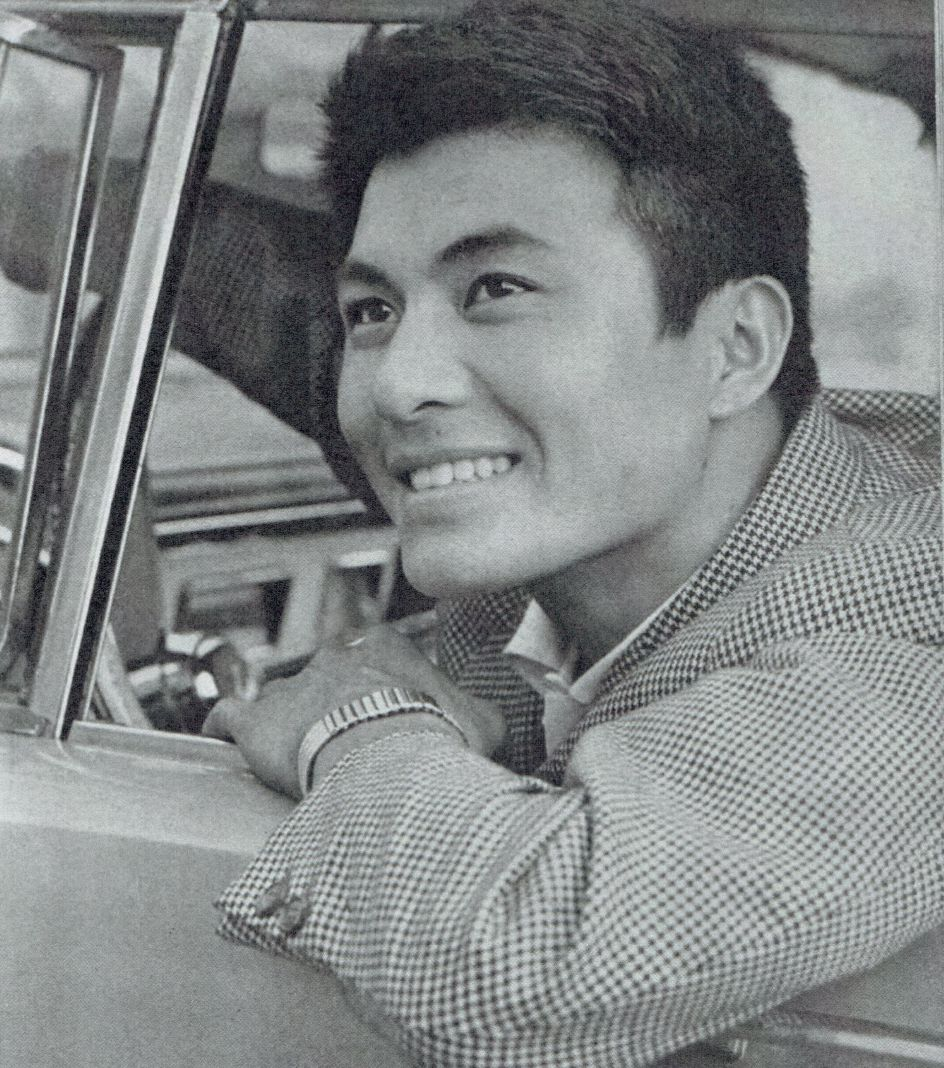
梅宮辰夫／12月12日没

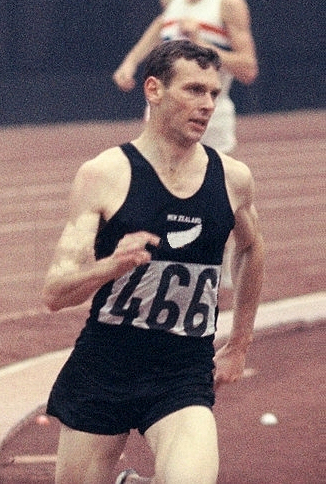
ピーター・スネル／12月12日没

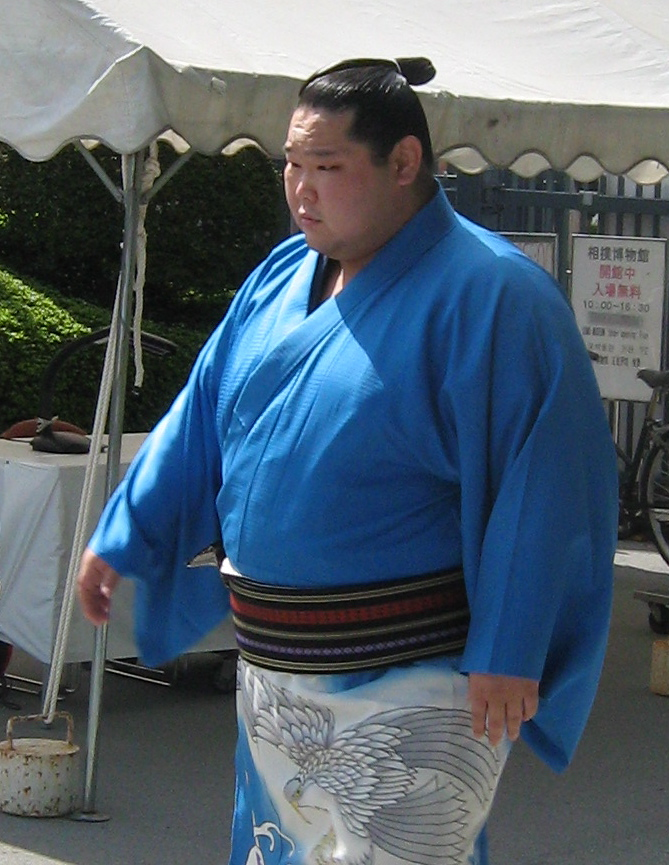
潮丸元康／12月13日没

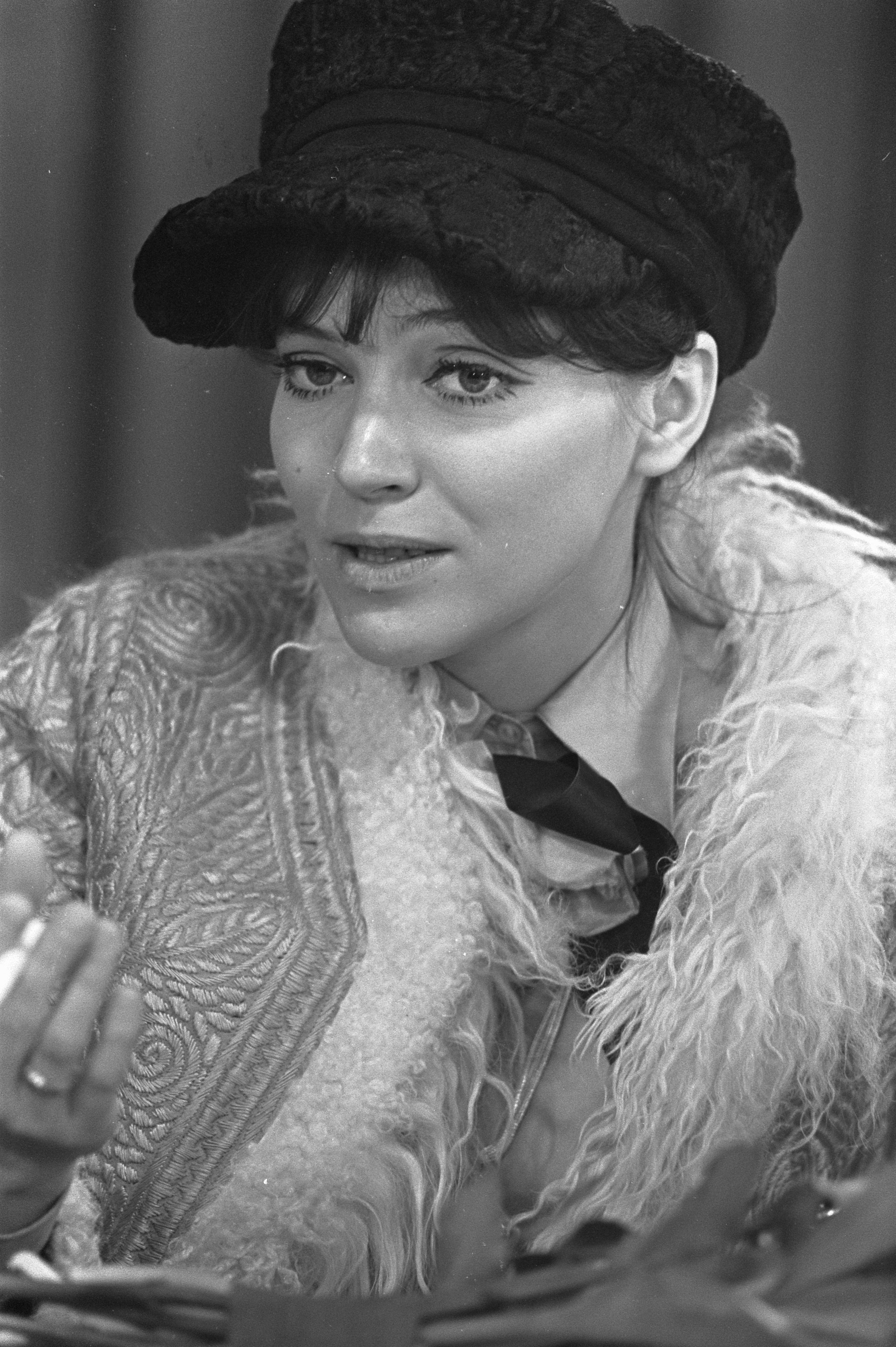
アンナ・カリーナ／12月14日没

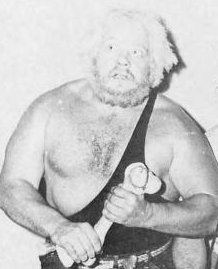
ムーンドッグ・レックス（ランディ・コリー）／12月14日没

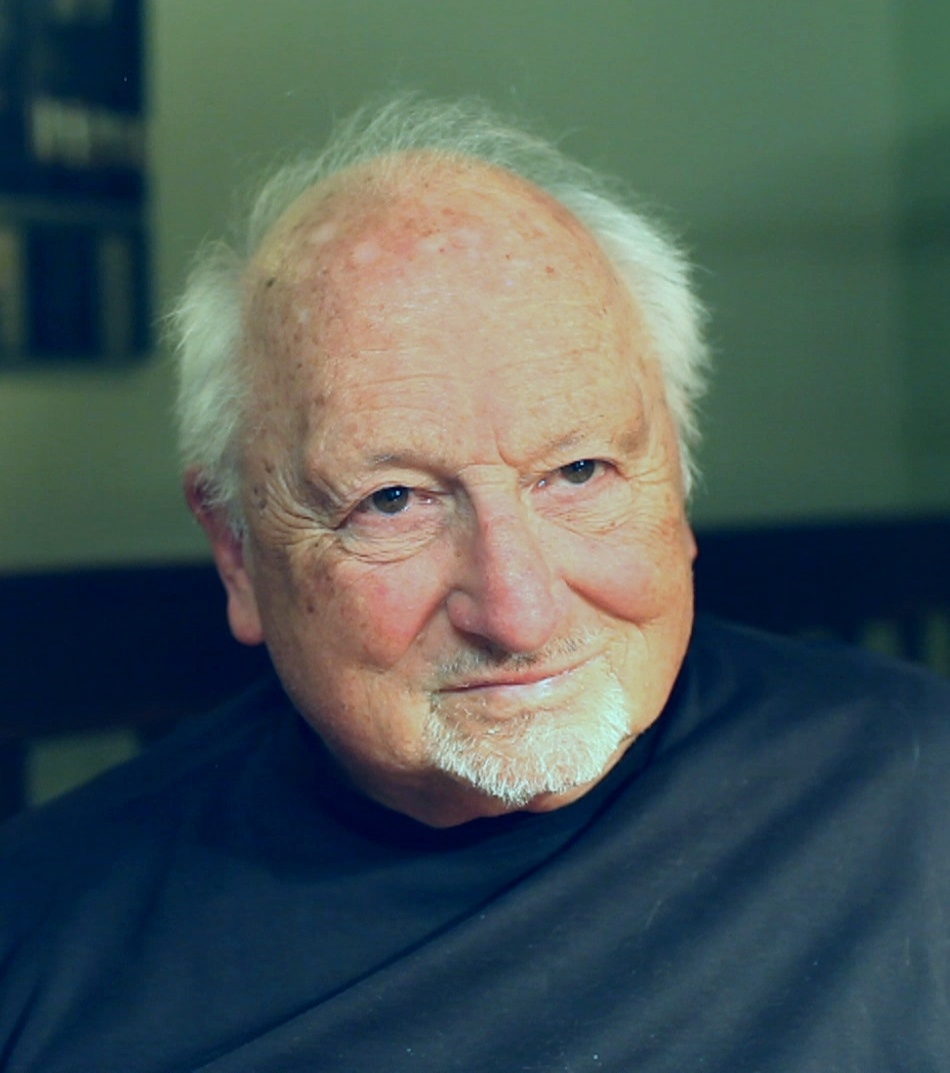
チャック・ペドル／12月15日没

- 12月1日 - 吉良長幸、日本の音楽家（* 1926年）[1]
- 12月1日 - シェリー・モリソン（英語版）、アメリカ合衆国の女優（* 1936年）[2]
- 12月1日 - 井野口慧子、日本の詩人（* 1944年）[3]
- 12月1日 - マイケル・ライ（中国語版）（黎小田）、香港の映画音楽作曲家（* 1946年）[4]
- 12月2日 - ジミー・キャヴァロ（英語版）、アメリカ合衆国のミュージシャン（* 1927年）[5]
- 12月2日 - ヨハン・バプティスト・メッツ（ドイツ語版）、ドイツの神学者（* 1928年）[6]
- 12月2日 - ロバート・マッシー、アメリカ合衆国のジャーナリスト、歴史家（* 1929年）[7]
- 12月2日 - 関口睦夫、日本の分子遺伝学者、九州大学名誉教授（* 1932年）[8]
- 12月2日 - ドロシー・フォンタナ、アメリカ合衆国の脚本家（* 1939年）[9]
- 12月2日 - 目黒謙一、日本の官僚、元金融庁検査局検査監理官（* 1947年?）[10]
- 12月3日 - 曽永賢、中華民国の政治運動家、元総統府国策顧問（* 1924年）[11]
- 12月3日 - 井口泰孝、日本の物理化学者、東北大学名誉教授（* 1943年）[12]
- 12月3日 - 小川淳子、日本の元読者モデル、実業家（* 1979年）[13]
- 12月3日 - チャ・インハ、大韓民国の俳優（* 1992年）[14]
- 12月4日 - 速水融、日本の経済学者、歴史人口学者、慶應義塾大学・国際日本文化研究センター名誉教授（* 1929年）[15]
- 12月4日 - 清水哲雄、日本の会計学者、滋賀大学名誉教授（* 1930年）[16]
- 12月4日 - 吉村睦人、日本の歌人、「新アララギ」前代表（* 1930年）[17]
- 12月4日 - レナード・ゴールドバーグ（英語版）、アメリカ合衆国の映画プロデューサー（* 1934年）[18]
- 12月4日 - 上谷清、日本の裁判官、元大阪高等裁判所長官（* 1934年）[19]
- 12月4日 - ロサ・モレナ、スペインのフラメンコ歌手（* 1941年）[20]
- 12月4日 - 中村哲、日本の医師、ペシャワール会現地代表、ピース・ジャパン・メディカル・サービス（PMS）総院長（* 1946年）[21]
- 12月4日 - 中島淳彦、日本の脚本家（* 1961年）[22]
- 12月4日 - 伊藤英之、日本の地質学者、岩手県立大学教授（* 1966年?）[23]
- 12月4日 - 山内“masshoi”優、日本のドラマー、アニサマバンドメンバー（* 1982年）[24]
- 12月5日 - 芝田徳造、日本の体育学者、立命館大学名誉教授（* 1926年）[25]
- 12月5日 - 増本和馬、日本の元船員、ビキニ環礁水爆実験賠償原告団代表（* 1936年）[26]
- 12月5日 - ロバート・ウォーカー・Jr、アメリカ合衆国の俳優（* 1940年）[27]
- 12月5日 - マーヴィン・グッドフレンド（英語版）、アメリカ合衆国の経済学者、カーネギー・メロン大学教授（* 1950年）[28]
- 12月6日 - ストヤンカ・ムタフォヴァ（英語版）、ブルガリアの女優（* 1922年）[29]
- 12月6日 - 渡辺実、日本の国語学者、京都大学名誉教授（* 1926年）[30]
- 12月6日 - 安倍寛、日本の物理学者、福島大学名誉教授（* 1934年?）[31]
- 12月6日 - ロン・リーブマン、アメリカ合衆国の俳優（* 1937年）[32]
- 12月6日 - 高橋忠之、日本のフランス料理シェフ、元志摩観光ホテル総料理長（* 1941年）[33]
- 12月6日 - 川村延廣、日本の実業家、カマタマーレ讃岐社長（* 1948年）[34]
- 12月7日 - ジョー・マックイーン（英語版）、アメリカ合衆国のジャズサクソフォン奏者（* 1919年）[35]
- 12月7日 - サイモン・ストリートフィールド（英語版）、イギリス出身のカナダのヴィオラ奏者、指揮者、音楽教師（* 1929年）[36]
- 12月7日 - ロン・サンダース（英語版）、イギリスの元サッカー選手・指導者、元アストン・ヴィラFC監督（* 1932年）[37]
- 12月7日 - 西尾優、日本の声楽家、指揮者、元広島大学合唱団常任指揮者、元エリザベト音楽大学助教授（* 1934年?）[38]
- 12月7日 - ヘルベルト・ヨース（英語版）、ドイツのジャズトランペット奏者（* 1940年）[39]
- 12月7日 - ザザ・ウルシャゼ（英語版）、ジョージアの映画監督（* 1966年）[40]
- 12月8日 - ポール・ボルカー、アメリカ合衆国の経済学者、元FRB理事会議長（* 1927年）[41]
- 12月8日 - 金澤弘和、日本の空手家、國際松濤館空手道連盟宗家（* 1931年）[42]
- 12月8日 - 旗照夫、日本のジャズ・シンガー（* 1933年）[43]
- 12月8日 - キャロル・スピニー、アメリカ合衆国の俳優、人形使い（* 1933年）[44]
- 12月8日 - ルネ・オーベルジョノワ、アメリカ合衆国の俳優（* 1940年）[45]
- 12月8日 - ジュース・ワールド、アメリカ合衆国のラップ歌手（* 1998年）[46]
- 12月9日 - エリザベス・サザーランド、イギリスの貴族、政治家、第24代サザーランド女公爵（* 1921年）[47]
- 12月9日 - バルガ・イムレ（ハンガリー語版）、ハンガリーの彫刻家（* 1923年）[48]
- 12月9日 - 石橋政嗣、日本の政治家、元衆議院議員、第9代日本社会党委員長（* 1924年）[49]
- 12月9日 - 金宇中、大韓民国の実業家、大宇グループ創業者（* 1936年）[50]
- 12月9日 - 西村隆、日本の元県公務員、元びわ湖放送社長（* 1940年?）[51]
- 12月9日 - 岡本一雄、日本の実業家、元トヨタ自動車副社長・日野自動車会長（* 1944年）[52]
- 12月9日 - マリー・フレデリクソン、スウェーデンの歌手、元ロクセットメンバー（* 1958年）[53]
- 12月9日 - ピート・フレーツ、アメリカ合衆国の元野球選手、アイス・バケツ・チャレンジ発起人（* 1984年）[54]
- 12月10日 - ガーション・キングスレイ、ドイツ出身のアメリカ合衆国の作曲家（* 1922年）[55]
- 12月10日 - 伏見紫水、日本の曲独楽師（* 1934年?）[56]
- 12月10日 - ユーリ・ルシコフ、ソビエト連邦およびロシア連邦の政治家、第2代モスクワ市長（* 1936年）[57]
- 12月10日 - 五十嵐久也、日本の実業家、元三井住友建設社長、芝浦工業大学理事長（* 1940年）[58]
- 12月10日 - バリー・キーフ（英語版）、イギリスの脚本家（* 1945年）[59]
- 12月11日 - イジー・イルマル（チェコ語版）、チェコのギタリスト（* 1925年）[60]
- 12月11日 - 藤井克彦、日本の制御工学者、大阪大学名誉教授（* 1926年）[61]
- 12月11日 - ウィリアム・S・マクフィーリー（英語版）、アメリカ合衆国の歴史学者、ピューリッツァー賞 伝記部門受賞者（* 1930年）[62]
- 12月11日 - 水田紫峯、日本の書家、毎日書道展参与会員（* 1931年）[63]
- 12月11日 - 赤堀光信、日本の造形作家、旧九州芸術工科大学（現九州大学）名誉教授（* 1932年）[64]
- 12月11日 - 田中義一、日本の実業家、元ピーエス三菱社長（* 1932年）[65]
- 12月11日 - デイビッド・ベラミー（英語版）、アメリカ合衆国の水彩画家、作家（* 1933年）[66]
- 12月11日 - 中沢健次、日本の政治家、元衆議院議員【日本社会党・民主党所属】（* 1934年）[67]
- 12月11日 - マルティン・ヴァルンケ（ドイツ語版）、ドイツの美術史家、ゴットフリート・ヴィルヘルム・ライプニッツ賞受賞者（* 1937年）[68]
- 12月11日 - 醍醐猛夫、日本の元プロ野球選手【毎日オリオンズ・大毎オリオンズ・東京オリオンズ・ロッテオリオンズ所属】（* 1938年）[69]
- 12月11日 - 柴田駿、日本の実業家、フランス映画社創業者（* 1940年）[70]
- 12月11日 - ジェームズ・マッカーシー（英語版）、アメリカ合衆国の海洋学者、ハーバード大学教授、元アメリカ科学振興協会代表（* 1944年）[71]
- 12月11日 - 門脇槙夫、日本の政治家、元高知県香美市長（* 1947年?）[72]
- 12月12日 - ダルトン・ボールドウィン、アメリカ合衆国のピアニスト（* 1931年）[73]
- 12月12日 - 土井洋一、日本の中世日本語学者、学習院大学名誉教授（* 1931年）[74]
- 12月12日 - 山鳥崇、日本の解剖学者、神戸大学名誉教授（* 1932年）[75]
- 12月12日 - ダニー・アイエロ、アメリカ合衆国の俳優（* 1933年）[76]
- 12月12日 - グンナー・スモリアンスキー（スウェーデン語版）、スウェーデンの写真家（* 1933年）[77]
- 12月12日 - 石川啓、日本の臨床心理学者、関西大学名誉教授・元学長（* 1935年）[78]
- 12月12日 - ジャック・スコット（英語版）、カナダ出身のアメリカ合衆国のロカビリーシンガー（* 1936年）[79]
- 12月12日 - 梅宮辰夫、日本の俳優（* 1938年）[80]
- 12月12日 - ピーター・スネル、ニュージーランドの陸上競技選手、1960年ローマ800m、1964年東京オリンピック800m・1500m金メダリスト（* 1938年）[81]
- 12月12日 - 稲川明雄、日本の歴史家、元河井継之助記念館館長（* 1944年）[82]
- 12月12日 - ホルヘ・ヘルナンデス（英語版）、キューバのボクサー、1976年モントリオールオリンピックライトフライ級金メダリスト（* 1954年）[83]
- 12月13日 - グドルン・ツァップ＝フォン・ヘッセ（英語版）、ドイツの製本家、カリグラファー、タイポグラファー（* 1918年）[84]
- 12月13日 - 高井保弘、日本の元プロ野球選手【阪急ブレーブス所属】（* 1945年）[85]
- 12月13日 - ロイ・ロニー、アメリカ合衆国の歌手、元フレイミン・グルーヴィーズメンバー（* 1946年）[86]
- 12月13日 - PHASE 2（英語版）、アメリカ合衆国のグラフィティアーティスト（* 1955年）[87]
- 12月13日 - 潮丸元康、日本の元大相撲力士【東関部屋所属】、13代東関親方（* 1978年）[88]
- 12月14日 - アーヴ・ウィリアムス（英語版）、アメリカ合衆国のジャズサクソフォン奏者（* 1919年）[89]
- 12月14日 - 具滋暻（朝鮮語版）、大韓民国の実業家、元LGグループ会長（* 1925年）[90]
- 12月14日 - ジョン・ブライリー、アメリカ合衆国の脚本家（* 1925年）[91]
- 12月14日 - アンナ・カリーナ、デンマーク出身のフランスの女優（* 1940年）[92]
- 12月14日 - ムーンドッグ・レックス（ランディ・コリー）、アメリカ合衆国の元プロレスラー、元WWF世界タッグ王者（* 1950年）[93]
- 12月14日 - シモナス・ドビダビシアス、リトアニアの博物館理事、カウナス杉原千畝博物館館長（* 1960年?）[94]
- 12月15日 - 馮元楨（英語版）（Y・C・ファン）、中国出身のアメリカ合衆国の生物工学者（* 1919年）[95]
- 12月15日 - 田波（中国語版）、中華人民共和国のウイルス学者、中国科学院院士（* 1931年）[96]
- 12月15日 - 出馬迪男、日本の実業家、元フジテレビ副社長・関西テレビ社長（* 1937年）[97]
- 12月15日 - チャック・ペドル、アメリカ合衆国の電気工学者、MOS 6502・KIM-1・PET 2001開発者（* 1937年）[98]
- 12月15日 - 占部嘉英、日本の実業家、元萬世電機社長（* 1939年）[99]

## (16日 - 31日)

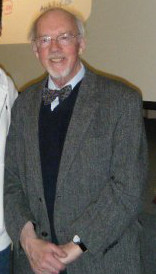
ハンス・コーンバーグ／12月16日没

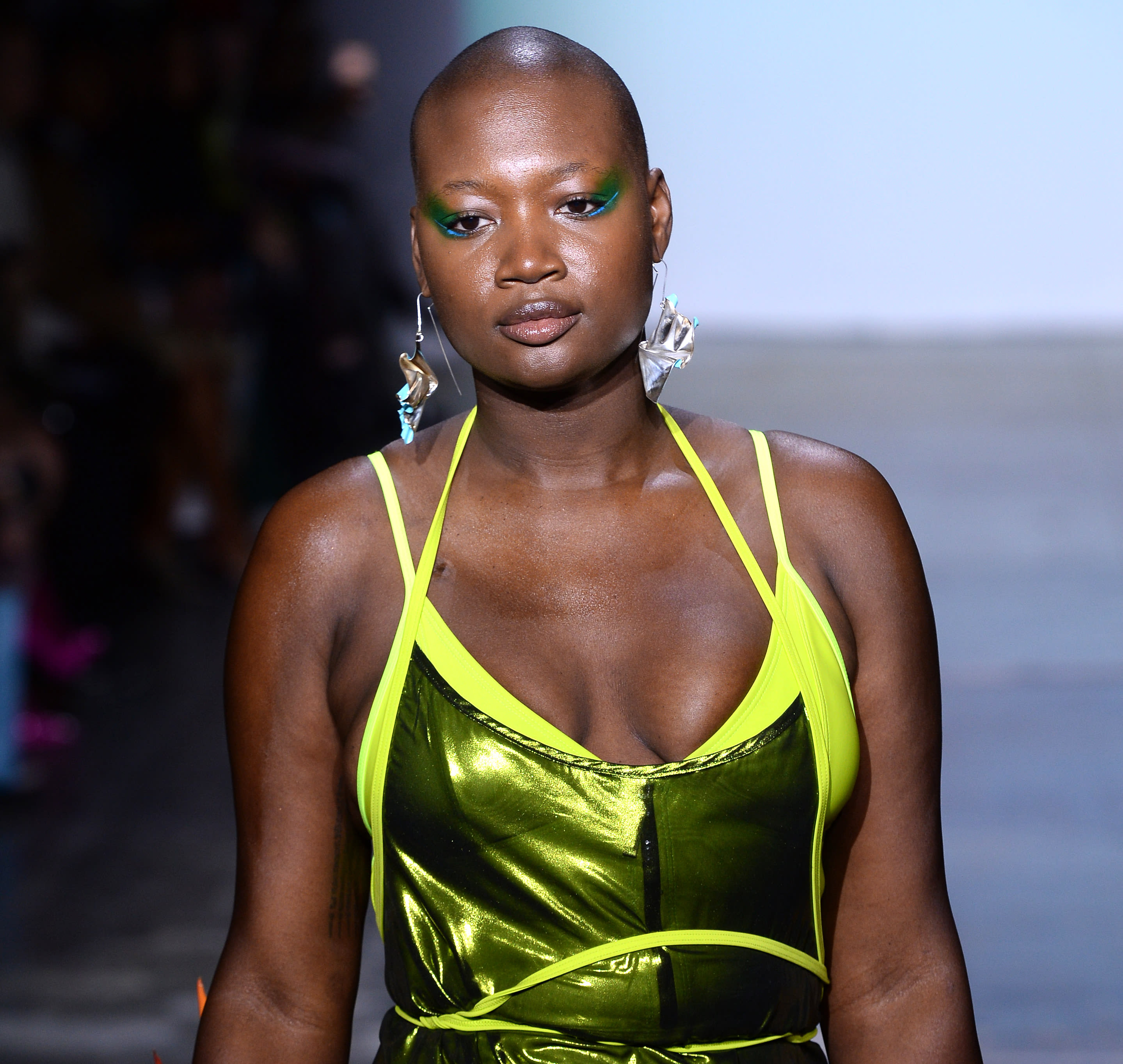
ママ・カックス／12月16日没

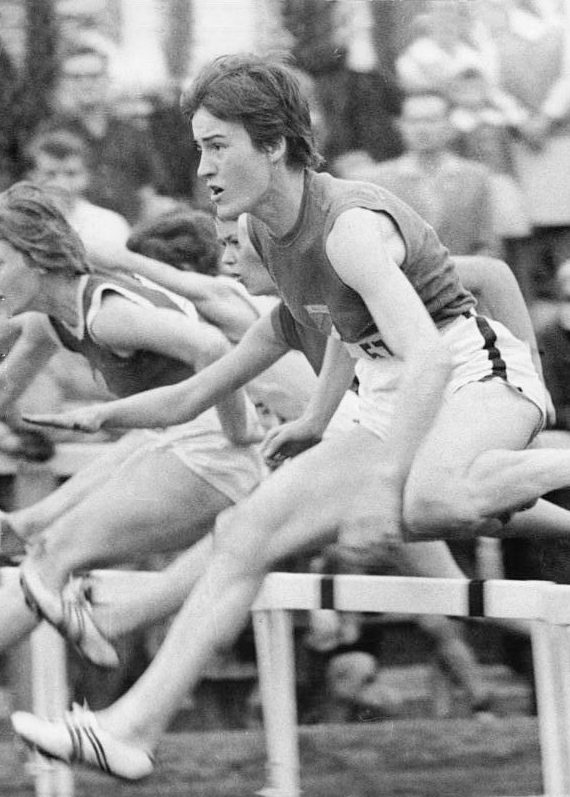
カリン・バルツァー／12月17日没

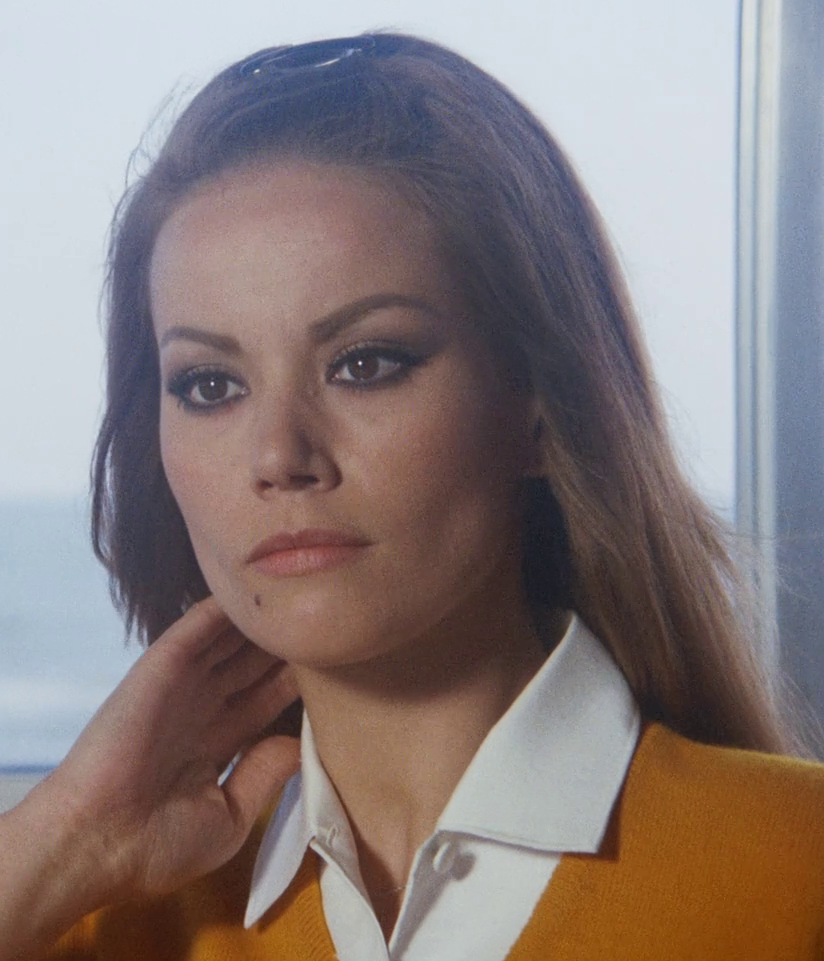
クローディーヌ・オージェ／12月18日没

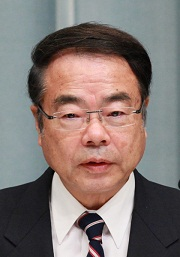
望月義夫／12月19日没

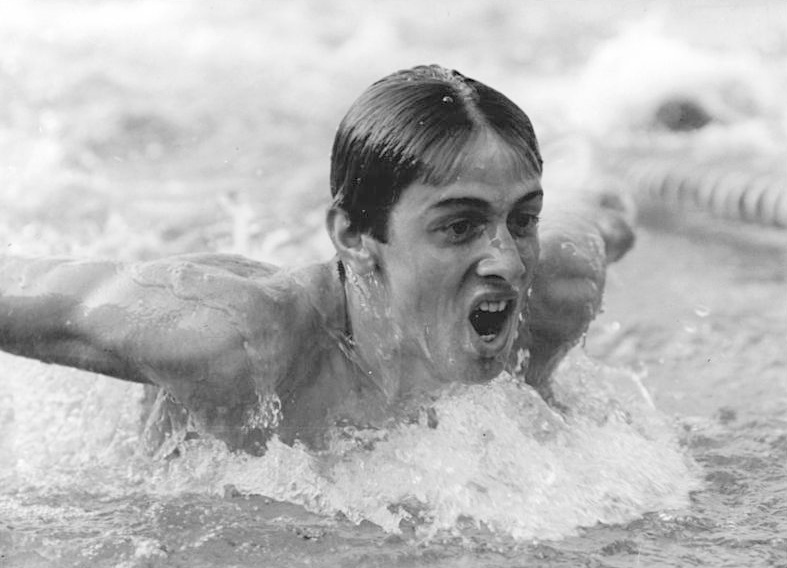
ローラント・マッテス／12月20日没

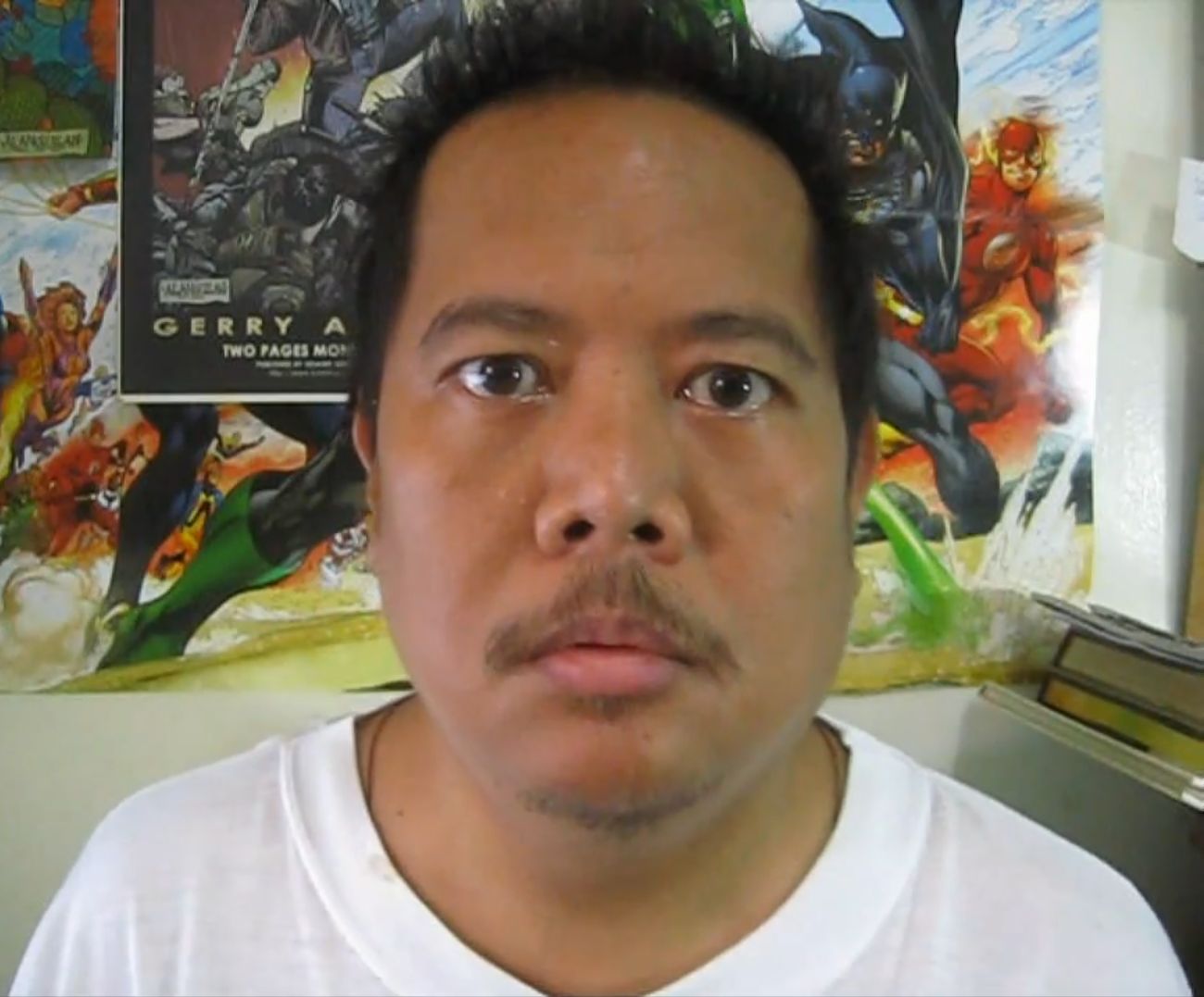
ジェリー・アランギラン／12月21日没

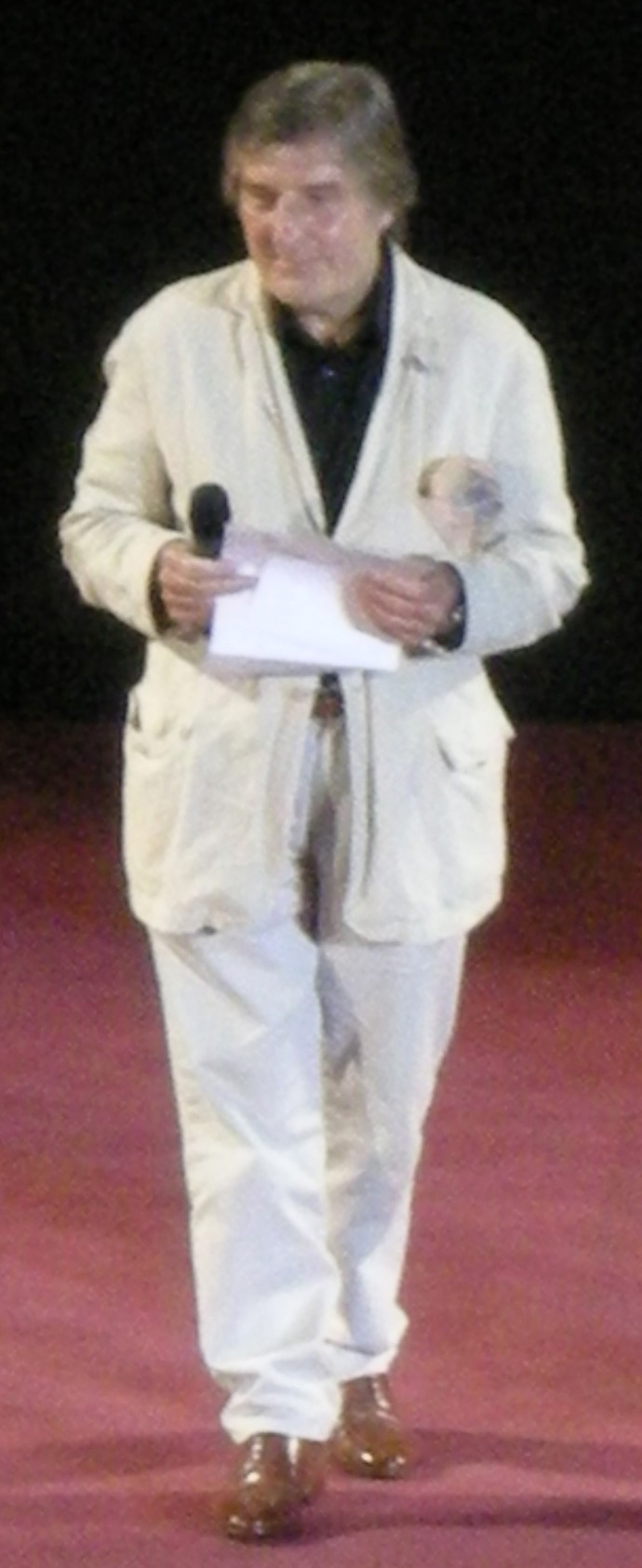
エマニュエル・ウンガロ／12月21日没

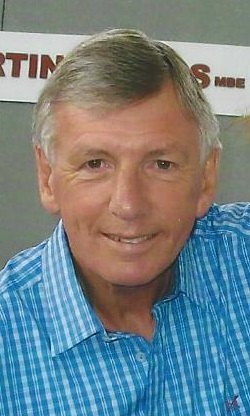
マーティン・ピータース／12月21日没

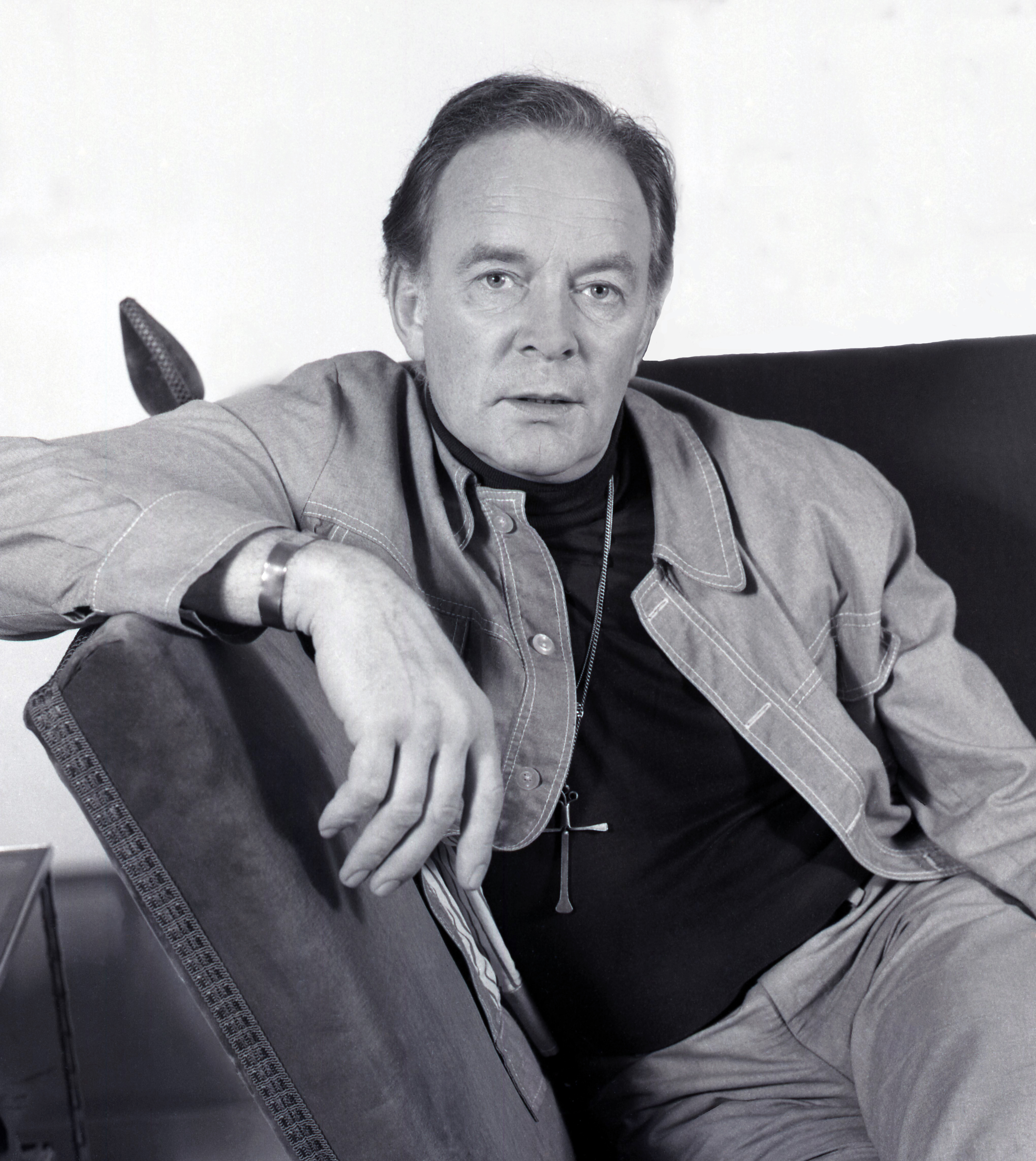
トニー・ブリットン／12月22日没

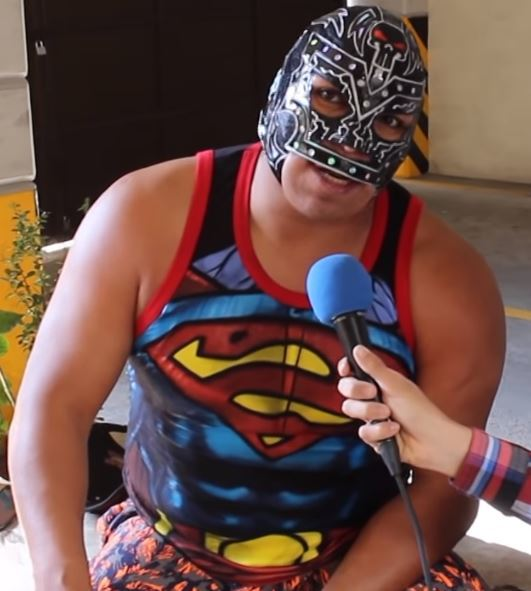
ミステル・ニエブラ／12月23日没

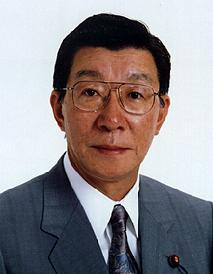
村岡兼造／12月25日没

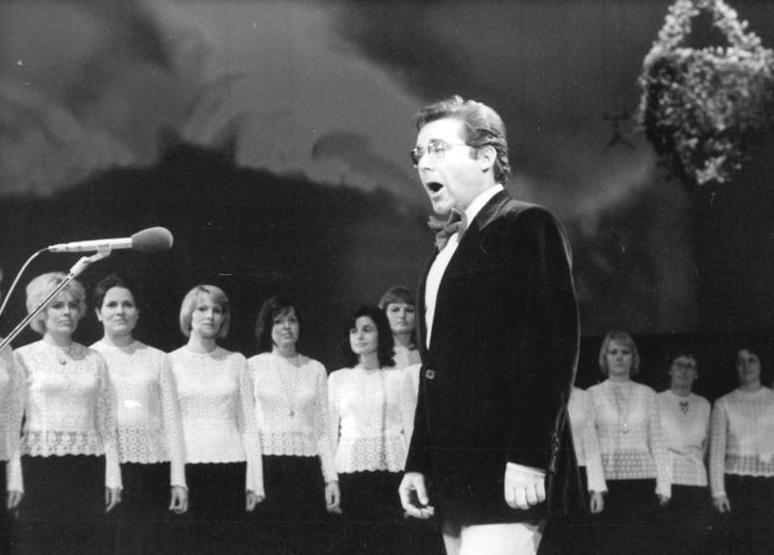
ペーター・シュライヤー／12月25日没

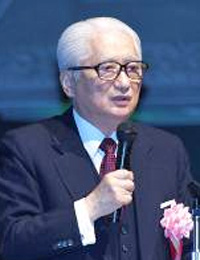
小林登／12月26日没

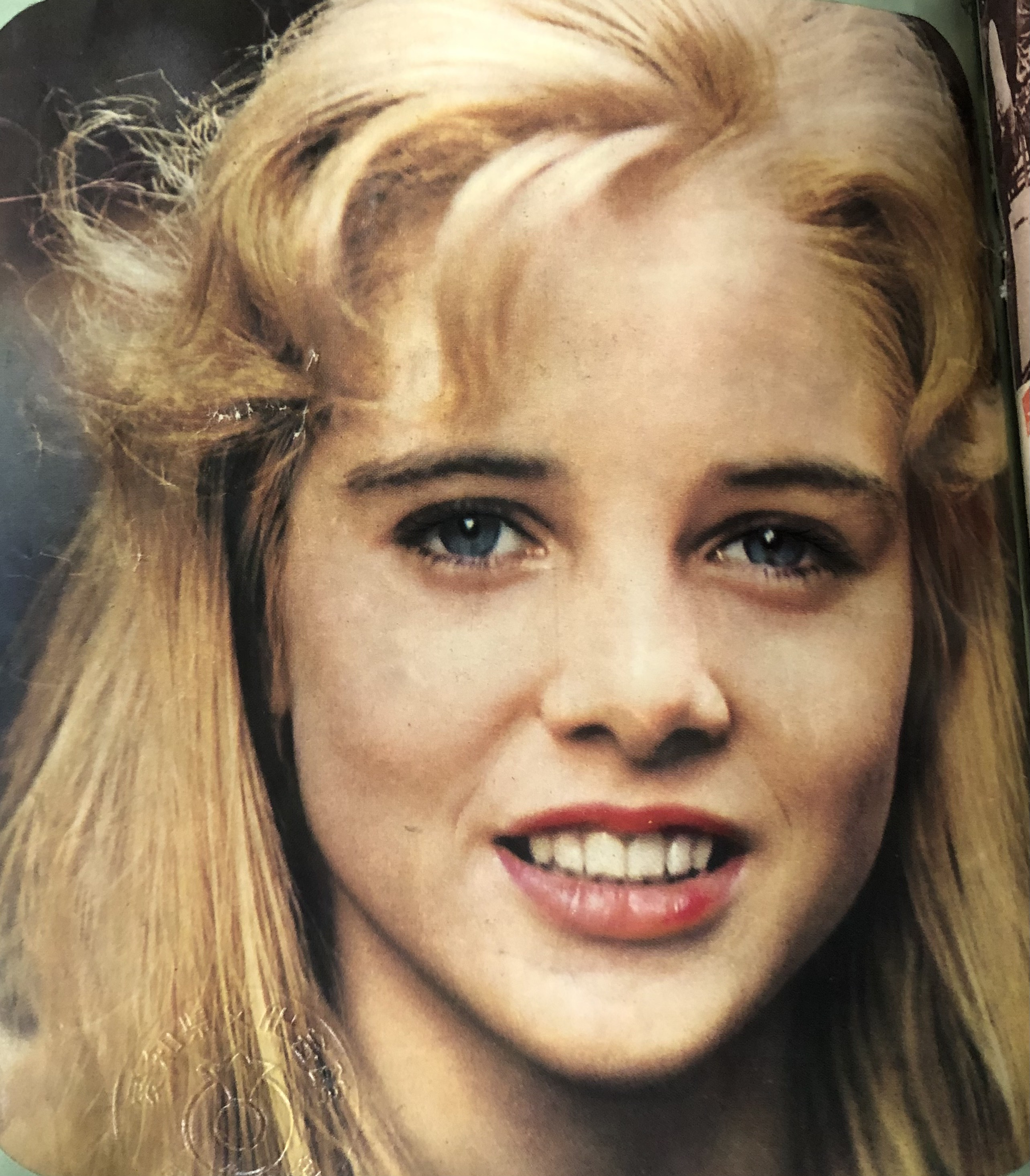
スー・リオン／12月26日没

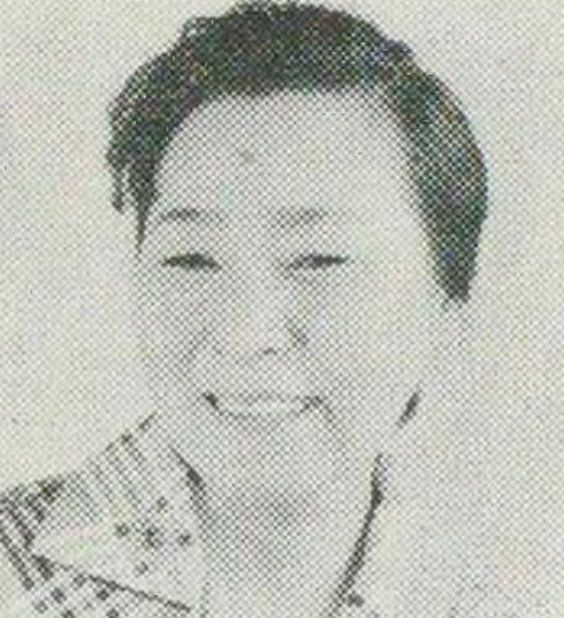
神田時枝／12月27日没

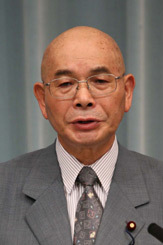
遠藤武彦／12月27日没

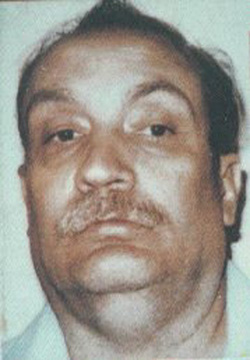
フィリップ・カール・ヤブロンスキー／12月27日没

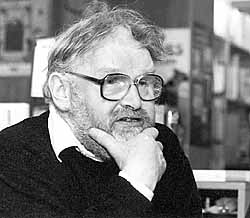
アラスター・グレイ／12月29日没

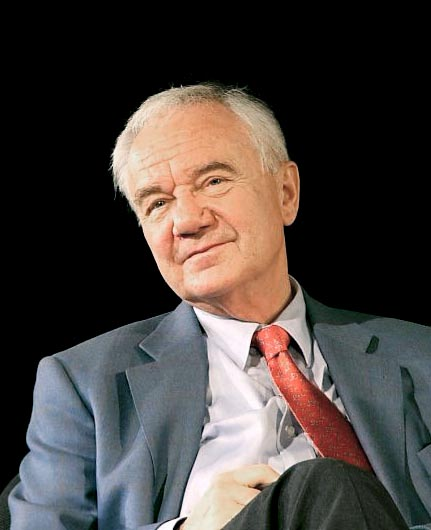
マンフレート・シュトルペ／12月29日没

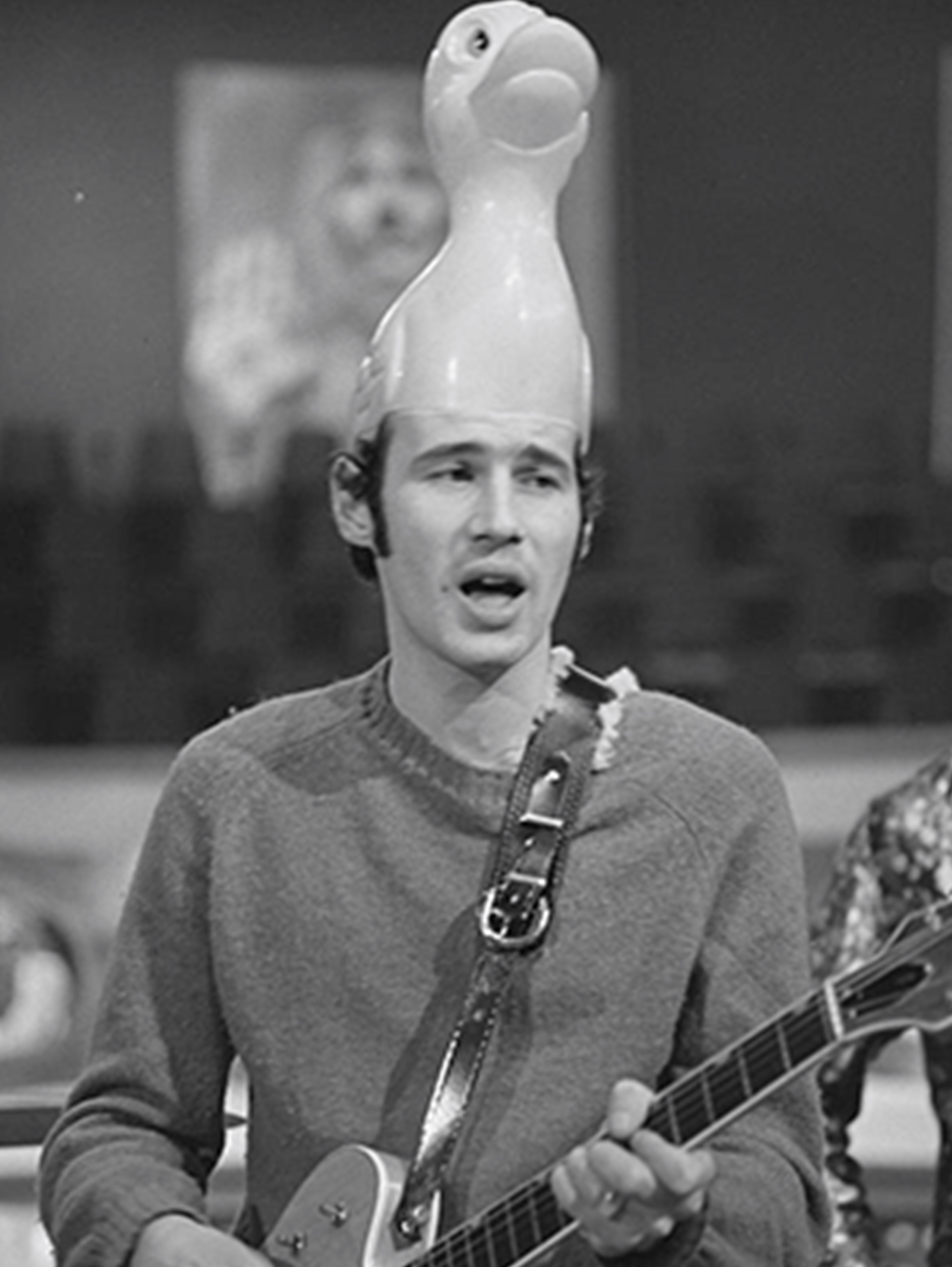
ニール・イネス／12月29日没

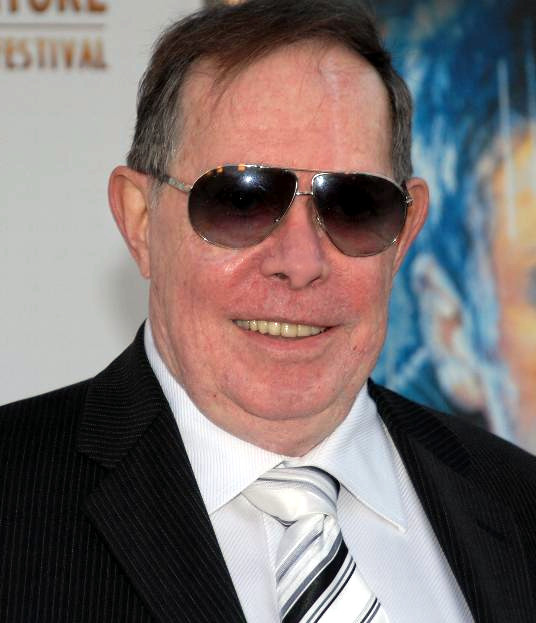
シド・ミード／12月30日没

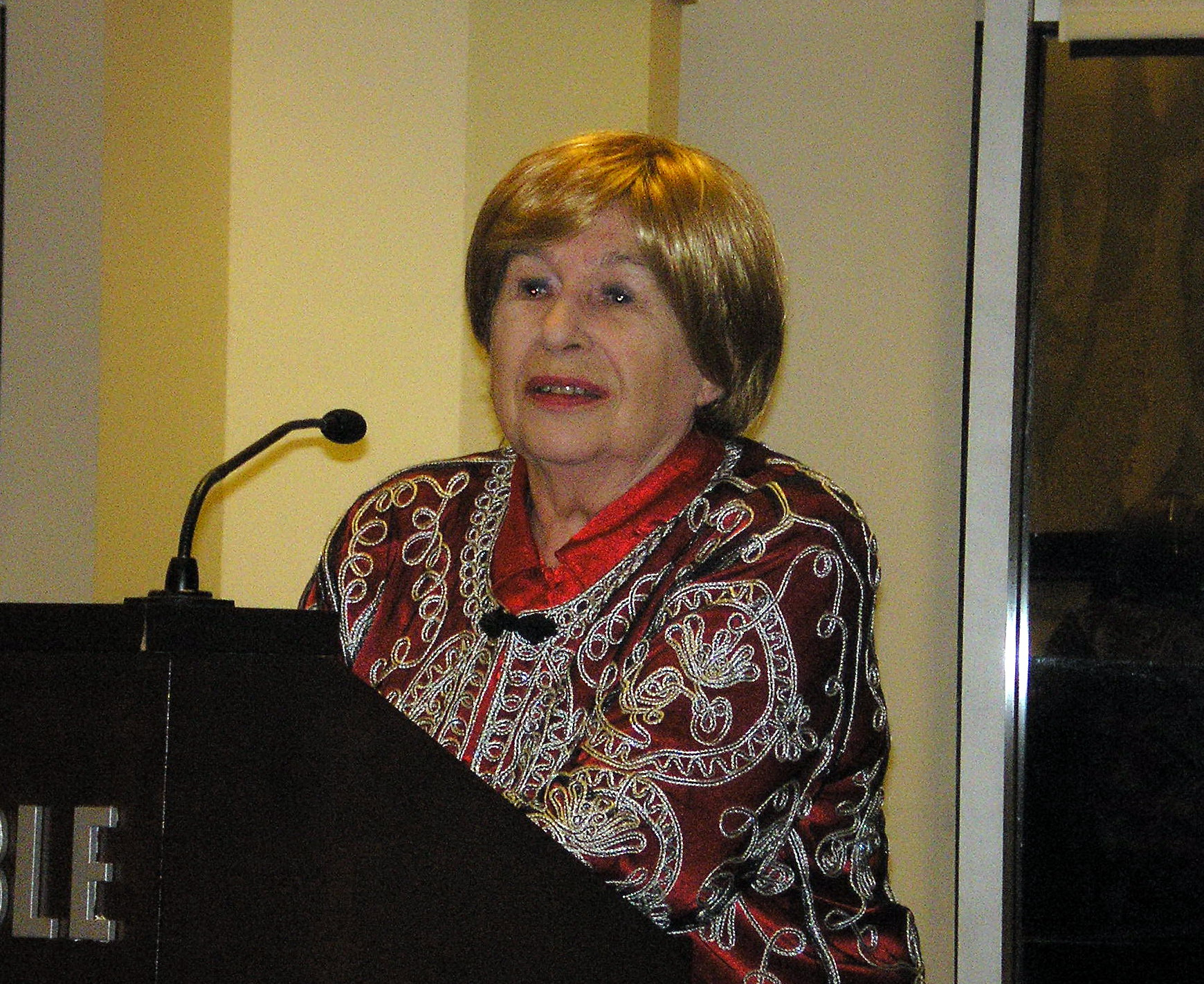
M・C・ビートン／12月30日没

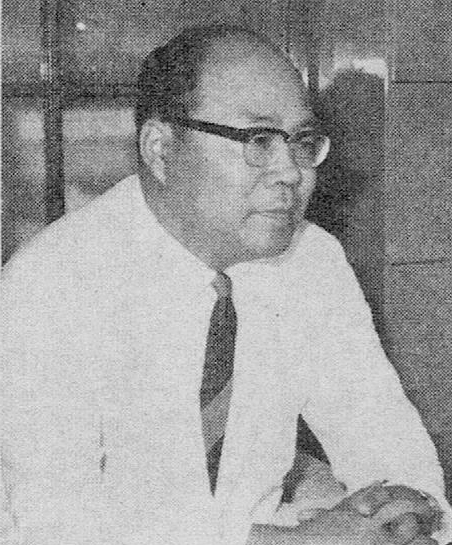
渥美和彦／12月31日没

- 12月16日 - 華園真準、日本の浄土真宗僧侶、元真宗興正派門主（* 1925年）[100]
- 12月16日 - ハンス・コーンバーグ、ドイツ出身のイギリスの生化学者（* 1928年）[101]
- 12月16日 - ビル・シンプソン（英語版）、アメリカ合衆国のレーシングドライバー、起業家、シンプソン・パフォーマンス・プロダクツ創業者（* 1940年）[102]
- 12月16日 - 伊豫田隆俊、日本の会計学者、甲南大学教授（* 1955年）[103]
- 12月16日 - ママ・カックス、アメリカ合衆国のモデル、障害者権利活動家（* 1989年）[104]
- 12月17日 - 上村光司、日本の実業家、元新潟日報社社長（* 1925年?）[105]
- 12月17日 - トム・アダムス、アメリカ合衆国のイラストレーター（* 1926年）[106]
- 12月17日 - 根岸京子、日本の演芸場経営者、木馬亭席亭（* 1928年?）[107]
- 12月17日 - ジャック・グリムベール（フランス語版）、フランスの指揮者（* 1929年）[108]
- 12月17日 - 石川洋美、日本の建築学者、芝浦工業大学名誉理事長（* 1933年）[109]
- 12月17日 - 目良浩一、日本の都市研究者、南カリフォルニア大学名誉教授、歴史の真実を求める世界連合会代表（* 1933年）[110]
- 12月17日 - 尉天驄（中国語版）、中華民国の作家、文芸評論家（* 1935年）[111]
- 12月17日 - カリン・バルツァー、ドイツの陸上競技選手、1964年東京オリンピック女子80mハードル金メダリスト（* 1938年）[112]
- 12月17日 - ピーター・ウォーレン（英語版）、アメリカ合衆国の映画理論家、映画製作者（* 1938年）[113]
- 12月18日 - 杉原剛、日本の元軍人、日本ベトナム友好協会顧問（* 1921年）[114]
- 12月18日 - アビー・サイモン、アメリカ合衆国のピアニスト（* 1922年）[115]
- 12月18日 - ゲウラ・コーヘン（英語版）、イスラエルの政治家、政治活動家、元クネセト議員、レヒメンバー（* 1925年）[116]
- 12月18日 - リチャード・ローレンス・ビショップ、アメリカ合衆国の数学者、イリノイ大学アーバナ・シャンペーン校名誉教授（* 1932年）[117]
- 12月18日 - アラン・バリエール（フランス語版）、フランスの歌手（* 1935年）[118]
- 12月18日 - ハーマン・ブーン（英語版）、アメリカ合衆国のアメリカンフットボール指導者、映画『タイタンズを忘れない』モデル（* 1935年）[119]
- 12月18日 - ケニー・リンチ（英語版）、イギリスの歌手、作詞家、俳優（* 1938年）[120]
- 12月18日 - クローディーヌ・オージェ、フランスの女優、モデル（* 1941年）[121]
- 12月18日 - レアンドロ・デスポイ（スペイン語版）、アルゼンチンの弁護士、元国際連合人権理事会特別報告者（* 1947年）[122]
- 12月18日 - 北村卓士、日本の元騎手【日本中央競馬会所属】（* 1956年）[123]
- 12月18日 - 石立善、中国の哲学者、上海師範大学教授（* 1973年）[124]
- 12月18日 - イブライム・ディアラ（フランス語版）、フランスのラグビー選手、元同国代表（* 1983年）[125]
- 12月19日 - フランシスコ・ブレナン（ポルトガル語版）、ブラジルの陶芸家、彫刻家（* 1927年）[126]
- 12月19日 - 栗原すみ子、日本の占い師（* 1930年）[127]
- 12月19日 - 嶋崎丞、日本の陶磁器研究家、石川県立美術館長（* 1932年）[128]
- 12月19日 - アルバ・ザルアル（ポルトガル語版）、ブラジルの人類学者（* 1942年）[129]
- 12月19日 - 佐々木陸海、日本の政治家、元日本共産党衆議院議員（* 1944年）[130]
- 12月19日 - 望月義夫、日本の政治家、自由民主党衆議院議員、第20・21代環境大臣（* 1947年）[131]
- 12月19日 - ソウル・マンビー（英語版）、アメリカ合衆国のプロボクサー、元WBC J･ウェルター級王者（* 1947年）[132]
- 12月19日 - 淵上澄雄、日本の元プロ野球選手【大洋ホエールズ、ロッテ・オリオンズ所属】（* 1948年）[133]
- 12月19日 - イノマー、日本のロックミュージシャン、オナニーマシーンメンバー（* 1966年）[134]
- 12月19日 - シャードン・ウィンチェスター（英語版）、トリニダード・トバゴのサッカー選手、同国代表（* 1992年）[135]
- 12月20日 - ジュニア・ジョンソン（英語版）、アメリカ合衆国のレーシングドライバー（* 1931年）[136]
- 12月20日 - チョン・ゲヒョン（朝鮮語版）、大韓民国の女優（* 1936年）[137]
- 12月20日 - ウッディ・ヴァスルカ（英語版）、チェコ出身のアメリカ合衆国のビデオアーティスト（* 1937年）[138]
- 12月20日 - 北川登園、日本の演劇評論家、元読売新聞編集委員（* 1939年）[139]
- 12月20日 - 加藤澄一、日本の実業家、元蛇の目ミシン工業社長（* 1942年）[140]
- 12月20日 - ローラント・マッテス、ドイツの競泳選手、1968年メキシコシティー100m・200m、1972年ミュンヘンオリンピック100m・200m背泳ぎ金メダリスト（* 1950年）[141]
- 12月20日 - 高山貢、日本の経営法学者、元青森中央学院大学教授（* 1951年）[142]
- 12月20日 - 今村文美、日本の女優（* 1958年）[143]
- 12月20日 - ジェリー・アランギラン、フィリピンの漫画家（* 1968年）[144]
- 12月21日 - 黒川正昭、日本の裁判官、元大阪高等裁判所長官（* 1924年）[145]
- 12月21日 - 永井孝信、日本の政治家、元衆議院議員【日本社会党・社会民主党所属】、第62代労働大臣（* 1930年）[146]
- 12月21日 - ジョセフ・シーゲル（英語版）、アメリカ合衆国の起業家、QVC創業者（* 1931年）[147]
- 12月21日 - エマニュエル・ウンガロ、フランスのファッションデザイナー（* 1933年）[148][149]
- 12月21日 - ボロトベク・シャムシエフ（キルギス語版）、キルギスの映画監督（* 1941年）[150]
- 12月21日 - マーティン・ピータース、イギリスの元サッカー選手・指導者、元イングランド代表（* 1943年）[151]
- 12月21日 - 杉山允宏、日本の体育学者、愛媛大学教授（* 1944年?）[152]
- 12月21日 - 勝野正之、日本の元サッカー選手、サッカー指導者（* 1960年）[153]
- 12月22日 - トニー・ブリットン、イギリスの俳優（* 1924年）[154]
- 12月22日 - 加藤日出男、日本の社会活動家、若い根っこの会代表（* 1929年）[155]
- 12月22日 - ラム・ダス（英語版）、アメリカ合衆国の心理学者、思想家、作家（* 1931年）[156]
- 12月22日 - 瀬川宏、日本のピアノ調律師（* 1942年）[157]
- 12月23日 - 丹羽義信、日本の英語学者、名古屋大学名誉教授（* 1923年）[158]
- 12月23日 - 林良（中国語版）、中華民国の児童文学作家（* 1924年）[159]
- 12月23日 - 小島慶四郎、日本の俳優（* 1931年）[160]
- 12月23日 - アフメド・ガイド・サラ（英語版）、アルジェリアの軍人、同国陸軍参謀総長（* 1940年）[161]
- 12月23日 - 縫部義憲、日本の教育学者、広島大学名誉教授（* 1945年）[162]
- 12月23日 - 北村肇、日本のジャーナリスト、編集者、元サンデー毎日・週刊金曜日編集長、株式会社金曜日前社長（* 1952年）[163]
- 12月23日 - ミステル・ニエブラ、メキシコのプロレスラー、元CMLL世界ヘビー級王者（* 1973年）[164]
- 12月23日 - 大城杏、日本の歌手、リーチエンジェルメンバー（* 1986年）[165]
- 12月24日 - 原田孝一、日本の元プロ野球選手【阪急ブレーブス・南海ホークス所属】（* 1928年）[166]
- 12月24日 - 石阪春生、日本の洋画家（* 1929年）[167]
- 12月24日 - 城間喜宏、日本の洋画家（* 1935年）[168]
- 12月24日 - アリー・ウィリス、アメリカ合衆国のソングライター（* 1948年）[169]
- 12月24日 - デイヴ・ライリー（英語版）、アメリカ合衆国のベーシスト、ビッグ・ブラックメンバー（* 1960年）[170]
- 12月24日 - 鍋島雅治、日本の漫画原作者（* 1963年）[171]
- 12月25日 - 村岡兼造、日本の政治家、元自由民主党衆議院議員、第50代郵政大臣、第64代運輸大臣、第62代内閣官房長官、第42代自由民主党総務会長（* 1931年）[172]
- 12月25日 - 松原藤好、日本の農学者、昆虫学者、京都工芸繊維大学名誉教授（* 1933年）[173]
- 12月25日 - リー・メンデルソン（英語版）、アメリカ合衆国のアニメーション・プロデューサー（* 1933年）[174]
- 12月25日 - ペーター・シュライアー、ドイツのテノール歌手、指揮者（* 1935年）[175]
- 12月25日 - アリ・ベーン（英語版）、ノルウェーの作家、元マッタ・ルイーセ王女夫君（* 1972年）[176]
- 12月26日 - 佐々木榮造、日本の政治家、元青森県五所川原市長（* 1920年）[177]
- 12月26日 - クロード・レジ、フランスの演出家（* 1923年）[178]
- 12月26日 - 小林登、日本の医学者、東京大学名誉教授（* 1927年）[179]
- 12月26日 - ジェリー・ハーマン（英語版）、アメリカ合衆国の作曲家（* 1931年）[180]
- 12月26日 - ガリーナ・ボルチェク（ロシア語版）、ロシアの女優、演出家（* 1933年）[181]
- 12月26日 - スリーピー・ラビーフ（英語版）、アメリカ合衆国のロカビリーシンガー（* 1935年）[182]
- 12月26日 - 横山晴明、日本の能楽囃子、小鼓方幸流（* 1935年）[183]
- 12月26日 - 臼田浩義、日本の実業家、馬主、元ポプラ社会長（* 1940年）[184]
- 12月26日 - 小林豊、日本の実業家、元小林製薬社長（* 1945年）[185]
- 12月26日 - スー・リオン、アメリカ合衆国の女優（* 1946年）[186]
- 12月27日 - 神田時枝、日本の女優（* 1919年）[187]
- 12月27日 - ジャック・シェルドン（英語版）、アメリカ合衆国のジャズトランペット奏者、歌手、コメディアン（* 1931年）[188]
- 12月27日 - 遠藤武彦、日本の政治家、元自由民主党衆議院議員、第45代農林水産大臣（* 1938年）[189]
- 12月27日 - ドン・アイマス、アメリカ合衆国のラジオパーソナリティ（* 1940年）[190]
- 12月27日 - ギャレット・リスト、アメリカ合衆国のトロンボーン奏者、ボーカリスト、作曲家（* 1943年）[191]
- 12月27日 - フィリップ・カール・ヤブロンスキー、アメリカ合衆国のシリアルキラー、死刑囚（* 1946年）[192]
- 12月27日 - Remilia（英語版）、アメリカ合衆国のプロゲーマー（* 1995年）[193]
- 12月28日 - セーニ・エルジェーベト（ハンガリー語版）、ハンガリーの作曲家、音楽教師（* 1924年）[194]
- 12月28日 - 神津友好、日本の放送演芸作家（* 1925年）[195]
- 12月28日 - 北村光男、日本の実業家、元モリタ（現モリタホールディングス）社長（* 1929年）[196]
- 12月28日 - 梶季嗣、日本の神職、北野天満宮名誉宮司（* 1933年?）[197]
- 12月28日 - サノス・ミクルツィコス（英語版）、ギリシャの作曲家、政治家、元同国文化大臣（* 1947年）[198]
- 12月29日 - カルラ・カーロ（イタリア語版）、イタリアの女優（* 1926年）[199]
- 12月29日 - 寛野秀雄、日本の政治家、元宮城県川崎町長（* 1930年?）[200]
- 12月29日 - 一ノ瀬義孝、日本の作曲家、編曲家（* 1932年）[201]
- 12月29日 - アラスター・グレイ、スコットランドの画家、作家（* 1934年）[202]
- 12月29日 - マンフレート・シュトルペ、ドイツの政治家、元ブランデンブルク州首相・連邦運輸建設住宅大臣（* 1936年）[203]
- 12月29日 - 新松敬久、日本のオーボエ奏者、【元日本フィルハーモニー交響楽団所属】（* 1940年）[204]
- 12月29日 - ハリー・ビジェガス（スペイン語版）、キューバの元軍人、元チェ・ゲバラ部下（* 1940年）[205]
- 12月29日 - ニール・イネス、アメリカ合衆国のミュージシャン、コメディアン、ボンゾ・ドッグ・ドゥー・ダー・バンドメンバー（* 1944年）[206]
- 12月29日 - 神谷誠二郎、日本の実業家、ウエストレーシングカーズ社長（* 1947年?）[207]
- 12月29日 - ヴォーン・オリヴァー（英語版）、イギリスのグラフィックデザイナー（* 1957年）[208]
- 12月29日 - セバスティアン・フェラット（英語版）、メキシコの俳優（* 1978年）[209]
- 12月30日 - エリザベス・セラーズ（英語版）、スコットランドの女優（* 1921年）[210]
- 12月30日 - ガートルード・ヒンメルファーブ（英語版）、アメリカ合衆国の歴史家（* 1922年）[211]
- 12月30日 - ヴィベケ・クリント（デンマーク語版）、デンマークの染織家（* 1927年）[212]
- 12月30日 - ジャック・ガーフェイン（英語版）、チェコスロバキア出身のアメリカ合衆国の映画監督（* 1930年）[213]
- 12月30日 - シド・ミード[214]、アメリカ合衆国の工業デザイナー（* 1933年）[215]
- 12月30日 - ハリー・クプファー、ドイツのオペラ演出家（* 1935年）[216]
- 12月30日 - M・C・ビートン、イギリスの推理作家（* 1936年）[217]
- 12月30日 - ホルスト・クウェチ（英語版）、オーストリア出身のオーストラリアのレーシングドライバー（* 1937年）[218]
- 12月30日 - ヤン・フェダー（英語版）、ドイツの俳優（* 1955年）[219]
- 12月31日 - ピエール・ガレ（英語版）、フランスのブドウ品種学者、作家（* 1921年）[220]
- 12月31日 - 大塚野百合、日本の英文学者、恵泉女学園大学名誉教授（* 1924年）[221]
- 12月31日 - ダニエル・ビーブイック（英語版）、アメリカ合衆国の美術史家、アフリカ民俗研究家（* 1925年）[222]
- 12月31日 - ヤープ・シュレーダー、オランダのバイオリン奏者、作曲家（* 1925年）[223]
- 12月31日 - 渥美和彦、日本の医学者、東京大学名誉教授（* 1928年）[224]
- 12月31日 - 西田洽司、日本の政治家、元群馬県沼田市長（* 1932年）[225]
- 12月31日 - マーティン・ウェスト（英語版）、アメリカ合衆国の俳優（* 1937年）[226]
- 12月31日 - 森田洋司、日本の社会学者、大阪市立大学名誉教授（* 1941年）[227]
- 12月31日 - 井上善夫[228]、日本の元プロ野球選手【西鉄ライオンズ・読売ジャイアンツ・広島東洋カープ所属】（* 1941年）[229]
- 12月31日 - ヴィック・ジュリス（英語版）、アメリカ合衆国のジャズギタリスト（* 1953年）[230]
- 12月31日 - ジムランガール・ダドナジ（英語版）、チャドの政治家、元同国首相（* 1954年）[231]
- 12月31日 - J・L・ルイス（英語版）、アメリカ合衆国のプロゴルファー（* 1960年）[232]